# Scarabaeidae
« Scarabée » redirige ici. Pour les autres significations, voir Scarabée (homonymie).
Ne doit pas être confondu avec Scarabaeoidea.
Famille
Les Scarabaeidae, en français Scarabéidés, sont une famille d'insectes coléoptères de la super-famille des Scarabaeoidea. Ils sont connus sous le nom vernaculaire de Scarabée. C'est notamment la famille des dynastes, du scarabée rhinocéros européen, des bousiers et des hannetons.
Les limites de cette famille sont encore débattues et controversées. Les chercheurs européens en ont une définition plutôt restrictive, alors qu'un certain nombre de chercheurs américains y incorporent bien plus de taxons.
Les antennes des insectes de cette famille sont en massue dont l'extrémité peut s'ouvrir en un éventail de feuillets. L'extrémité de l'abdomen est découverte en raison d'élytres normalement tronqués. La plupart des espèces volent correctement. Plusieurs de ces espèces stridulent en frottant l'extrémité de leurs élytres contre la face dorsale de leur abdomen. Cette vaste famille comprend des coprophages et des saproxylophages nuisibles aux végétaux.

## Noms vernaculaires
Le terme de Scarabée provient, via le vieux français « escarbot », du latin scarabaeus, par altération du grec ancien κάραβος / kárabos, « escarbot, scarabée, insecte », également à l'origine du terme carabe. Le terme « scarabée» désigne de façon générale en zoologie l'ensemble de la super-famille des Scarabéoïdes, mais ce terme peut désigner chez certains auteurs, d'une façon plus restrictive, la famille des Scarabaeidae, et même pour certains uniquement les coprophages de cette famille[réf. nécessaire].
Plusieurs groupes, qui peuvent être paraphylétiques, de ces insectes ont des noms vernaculaires tels que les Dynastes ou scarabées rhinocéros, les bousiers, les cétoines, les hannetons... Certaines espèces ont un nom vernaculaire particulier comme le Pique-prune (Osmoderma eremita).

## Systématique
La famille a été décrite par l'entomologiste français Pierre André Latreille en 1802.

### Liste des sous-familles
Selon le Catalogue of Life (23 juin 2023), cette famille se divise en 28 sous-familles :
- Aclopinae Blanchard, 1850
- Aegialiinae Castelnau, 1840
- Allidiostomatinae Arrow, 1940
- Aphodiinae Leach, 1815
- Aulonocneminae Janssens, 1946
- Cetoniinae Leach, 1815
- Chironinae Blanchard, 1845
- † Cretoscarabaeinae Nikolajev, 1995
- Dynamopodinae Arrow, 1911
- Dynastinae MacLeay, 1819
- Eremazinae Stebnicka, 1977
- Hopliinae Latreille, 1829
- Lichniinae Burmeister, 1844
- † Lithoscarabaeinae Nikolajev, 1992
- Melolonthinae MacLeay, 1819
- Oncerinae LeConte, 1861
- Orphninae Erichson, 1847
- Pachydeminae Reitter, 1902
- Phaenomeridinae Erichson, 1847
- Podolasiinae Howden, 1997
- † Prototroginae Nikolajev, 2000
- Rutelinae MacLeay, 1819
- Scarabaeinae Latreille, 1802
- Sericinae Kirby, 1837
- Sericoidinae Erichson, 1847
- Termitotroginae Wasmann, 1918
- Trichiinae Kolbe, 1897
- Valginae Schenkling, 1922

### Liste des genres
Selon le Catalogue of Life (23 juin 2023), cette famille regroupe 2 590 genres :
- Ablabera Dejean, 1833
- Ablaberoides Blanchard, 1850
- Acanthaphodius Schmidt, 1909
- Acanthobodilus Dellacasa, 1983
- Acanthonitis Janssens, 1937
- Acanthovalgus Kraatz, 1895
- Aceratus Prell, 1936
- Acheilo Britton, 1988
- Achelyna Erichson, 1848
- Achloa Erichson, 1840
- Achranoxia Kraatz, 1888
- Aclopus Erichson, 1835
- Acoma Casey, 1889
- Acraspedon Arrow, 1899
- Acrobolbia Ohaus, 1912
- Acrossidius Schmidt, 1914
- Acrossoides Schmidt, 1914
- Acrossus Mulsant, 1842
- Acrothyrea Kraatz, 1882
- Actinobolus Westwood, 1841
- Acylochilus Ohaus, 1909
- Adebrattia Bordat & Howden, 1995
- Adelaeus Ratcliffe, 2014
- Adeloparius Schmidt, 1914
- Adoretops Kraatz, 1883
- Adoretosoma Blanchard, 1851
- Adoretus Dejean, 1833
- Adorodocia Brenske, 1893
- Adoroleptus Brenske, 1893
- Adorrhinyptia Arrow, 1917
- Adoryphorus Blackburn, 1889
- Adossa Britton, 1995
- Adraria Villiers, 1956
- Aegialia Latreille, 1807
- Aegidiellus Paulian, 1984
- Aegidinus Arrow, 1904
- Aegidium Westwood, 1845
- Aegopsis Burmeister, 1847
- Aegostheta Dejean, 1833
- Aequatoria Arrow, 1899
- Aethiaratrogus Decelle, 1982
- Aethiessa Burmeister, 1842
- Afroataenius Petrovitz, 1969
- Afrodiapterna Dellacasa, 1984
- Afrodiastictus Pittino & Mariani, 1986
- Afrodrepanus Krikken, 2009
- Afroemadiellus Bordat, 2019
- Afrolepis Decelle, 1968
- Afrotrichonotulus Bordat, 2016
- Agamopus Bates, 1887
- Aganocrossus Reitter, 1895
- Agaocephala Le Peletier & Serville, 1828
- Agaocnemis Moser, 1918
- Agestrata Eschscholtz, 1829
- Aglaphyra Brenske, 1896
- Agnorimus Miyake & Iwase, 1991
- Agoliinus Schmidt, 1914
- Agolius Mulsant & Rey, 1869
- Agrilinellus Dellacasa, Dellacasa & Gordon, 2008
- Agrilinus Mulsant & Rey, 1869
- Ahermodontus Báguena, 1930
- Aidophus (Balthasar, 1963)
- Airapus Stebnicka & Howden, 1996
- Ajmeraphodius Král, Mencl & Rakovič, 2021
- Alaia Petrovitz, 1980
- Alepida Allsopp, 2018
- Aliaclitopa Lacroix, 2003
- Alissonotum Arrow, 1908
- Aliuscanthoniola Deschodt & Scholtz, 2008
- Allara Britton, 1955
- Alleucosma Schenkling, 1921
- Allidiostoma Arrow, 1940
- Alloblackburneus Bordat, 2009
- Allobodilus Petrovitz, 1963
- Allogymnopleurus Janssens, 1940
- Allokotarsa Péringuey, 1904
- Allomyrina Arrow, 1911
- Allonitis Janssens, 1936
- Allophileurinus Dupuis & Dechambre, 2001
- Allophyllus Fauvel, 1903
- Allorrhina Burmeister, 1842
- Alloscelus Boucomont, 1923
- Allothnonius Britton, 1978
- Alocoderus Schmidt, 1914
- Alogistotarsa Péringuey, 1904
- Alvarengius Frey, 1975
- Alvarinus Blanchard, 1850
- Amadotrogus Reitter, 1902
- Amaurina Kolbe, 1895
- Amazula Kraatz, 1882
- Amblochilus Blanchard, 1851
- Amblonoxia Reitter, 1902
- Amblymelanoplia Dombrow, 2002
- Amblyodus Westwood, 1878
- Amblyoproctus Kolbe, 1910
- Amblyterus MacLeay, 1819
- Amerilochus Skelley, 2007
- Amerisaprus Stebnicka & Skelley, 2003
- Amidorus Mulsant, 1870
- Amietina Cambefort, 1981
- Amiserica Nomura, 1974
- Amithao Thomson, 1878
- Ammoecioides Bordat, 1999
- Ammoecius Mulsant, 1842
- Amorphochelus Fairmaire, 1898
- Amphiceratodon Huchet, 2000
- Amphimallon Latreille, 1825
- Amphistomus Lansberge, 1874
- Amphitrichia Brenske, 1894
- Ampliodactylus Smith, 2008
- Ampotis Dechambre & Madge, 1979
- Anacamptorrhina Blanchard, 1842
- Anacanthodes Britton, 1990
- Anaetius Petrovitz, 1969
- Anagnathocera Arrow, 1922
- Anahi Martinez, 1958
- Analleucosma Antoine, 1989
- Anamatochoranus Lacroix, 1995
- Anartioschiza Kolbe, 1894
- Anatista Brême, 1844
- Anatona Burmeister, 1842
- Anatonochilus Péringuey, 1907
- Ancistrosoma Curtis, 1835
- Ancognatha Erichson, 1847
- Ancylonyx Britton, 1957
- Anelaphinis Kolbe, 1892
- Anenaria Lacroix, 1993
- Aneucomides Blackburn, 1898
- Anisocanthon Martinez & Pereira, 1956
- Anisochelus Burmeister, 1844
- Anisonyx Latreille, 1807
- Anisopholis Moser, 1913
- Anisoplia Fischer Von Waldheim, 1824
- Anisorrhina Westwood, 1842
- Ankaratrotrox Paulian, 1954
- Annegialia Howden, 1971
- Anochilia Burmeister, 1842
- Anocoela Moser, 1914
- Anoctus Sharp, 1875
- Anodontopopillia Ohaus, 1901
- Anomacaulus Fairmaire, 1878
- Anomala Samouelle, 1819
- † Anomalites Fric, 1885
- Anomalochela Moser, 1913
- Anomalomorpha Arrow, 1908
- Anomalophylla Reitter, 1887
- Anomalorhina Jameson, Paucar-Cabrera & Solis, 2003
- Anomalurobius Paulian, 1952
- Anomiopsoides Blackwelder, 1944
- Anomiopus Westwood, 1842
- Anomioserica Arrow, 1946
- Anomius Mulsant & Rey, 1869
- Anomolyna Fairmaire, 1897
- Anomonyx Saylor, 1940
- Anonychonitis Janssens, 1950
- Anoplanomala Arrow, 1917
- Anoplocheilus MacLeay, 1838
- Anoplodrepanus Simonis, 1981
- Anoplognatho Rivers, 1889
- Anoplognathus Leach, 1815
- Anoplostethus Brullé, 1837
- Anoronotum Arrow, 1939
- Anoxia Laporte, 1832
- Anoxoides Petrovitz, 1971
- Antandroyanus Lacroix, 1993
- Antecessorirhyparus Minkina, 2020
- † Antemnacrassa Gomez Pallerola, 1979
- Anthoplia Medvedev, 1949
- Anthotocus Britton, 1957
- Anthracophora Burmeister, 1842
- Anthracophorides Moser, 1918
- Anthrencya Lacroix, 1993
- Anticheira Eschscholtz, 1818
- Anticheiroides Soula, 1998
- † Antiqusolidus Lu, Ahrens, Bai, Shih & Ren, 2023
- Antitrochalus Brenske, 1900
- Antitrogus Burmeister, 1855
- Antodon Brême, 1844
- Aparammoecius Petrovitz, 1958
- Apeltastes Howden, 1968
- Aphaenoserica Brenske, 1900
- Aphanesia Britton, 1990
- Aphanesthes Kraatz, 1880
- Aphelinis Antoine, 1987
- Aphengium Harold, 1868
- Aphengoecus Péringuey, 1901
- Aphodaulacus Koshantschikov, 1911
- Aphodiellus Schmidt, 1914
- Aphodiopsis Paulian, 1942
- Aphodius Hellwig, 1798
- Aphodobius Péringuey, 1901
- Aphodoharmogaster Endrödi, 1983
- Aphodopsammobius Endrödi, 1964
- Aphonides Rivers, 1889
- Aphonodelus Kolbe, 1905
- Aphonus LeConte, 1856
- Aphotaenius Cartwright, 1952
- Apicencya Lacroix, 1993
- Aplopsis Blanchard, 1850
- Apocnosoides Antoine, 2001
- Apogonia Kirby, 1818
- Aporecolpa Lansberge, 1886
- Aposchiza Brenske, 1903
- Apotolamprus Olsoufieff, 1947
- Apotriodonta Baraud, 1962
- Apsteiniella Schmidt, 1917
- Aptenocanthon Matthews, 1974
- Apterepilissus Montreuil, 2011
- Apteroathlia Smith & Evans, 2018
- Apterodemidea Gutiérrez, 1952
- Aptychonitis Janssens, 1937
- Araboplia Uliana & Sabatinelli, 2017
- Arachnodes Westwood, 1842
- Archedinus Morón & Krikken, 1990
- Archeohomaloplia Nikolajev, 1982
- † Archeopsammoporus Minkina, 2020
- Archocamenta Brenske, 1895
- Archophanes Kolbe, 1905
- Archophileurus Kolbe, 1910
- Archoserica Brenske, 1897
- Arctodium Burmeister, 1844
- Ardella Paulsen, 2021
- Areoda MacLeay, 1819
- Argentophileurus Penco & Zubarán, 2013
- Argeremazus Stebnicka & Dellacasa, 2003
- Argoplia Dombrow, 2003
- Argyripa Thomson, 1878
- Arielina Rossi, 1958
- Arraphytarsa Péringuey, 1904
- Arriguttia Martinez, 1960
- Arupaia Stebnicka, 1999
- Asactopholis Brenske, 1894
- Asaphomorpha Brancsik, 1893
- Aschnarhyparus Makhan, 2006
- Asiactenius Nikolajev, 2000
- Asiopertha (Medvedev, 1949)
- Asophrops Petrovitz, 1961
- Aspidolea Bates, 1888
- Aspilochilus Rojkoff, 2013
- Aspilus Westwood, 1874
- Astaena Erichson, 1847
- Astaenoplia Martinez, 1957
- Asthenopholis Brenske, 1898
- Asthenorhella Westwood, 1874
- Asthenorhina Westwood, 1843
- Astibicola Britton, 1990
- Astoxenus Péringuey, 1907
- Astroscara Schürhoff, 1937
- Ataeniopsis Petrovitz, 1973
- Ataenius Harold, 1867
- Atanyproctus Petrovitz, 1954
- Ateuchetus Bedel, 1892
- † Ateuchites Meunier, 1898
- Ateuchus Weber, 1801
- Athesphatoplia Lacroix, 1998
- Athlia Erichson, 1835
- Atlantemolanum González-Alvarado, Molano-Rendón & Vaz-de-Mello, 2019
- Atrichelaphinis Kraatz, 1898
- Atrichiana Distant, 1911
- Attavicinus Philips & Bell, 2008
- Atysilla Strand, 1942
- Augoderia Burmeister, 1847
- Augosoma Burmeister, 1841
- Aulacopalpus Guérin-Méneville, 1838
- Aulacopris White, 1859
- Aulacoschiza Decelle, 1973
- Aulacoserica Brenske, 1900
- Aulonocnemis Klug, 1838
- Aurum Hutchinson & Moeseneder, 2019
- Ausmontins Deschodt & Davis, 2018
- Australagolius Mencl, 2008
- Australammoecius Petrovitz, 1958
- Australaphodius (Balthasar, 1942)
- Australoxenella Howden & Storey, 1992
- Automolius Britton, 1978
- Autoserica Brenske, 1897
- Axillonia Krikken, 2018
- Bacchusia Mikšić, 1976
- Badelina Thomson, 1880
- Badiasis Machatschke, 1970
- Badizoblax Thomson, 1877
- † Baisarabaeus Nikolajev, 2005
- Balanogonia Paucar-cabrera, 2003
- Balbera Fairmaire, 1898
- Ballucus Gordon & Skelley, 2007
- Baloghonthobium Paulian, 1986
- Balsameda Thomson, 1880
- Barryfilius Allsopp, 2022
- Barutus Ratcliffe, 1981
- Barybas Blanchard, 1850
- Basilewskyanus Endrödi, 1956
- Basilewskynia Schein, 1957
- Batesiana Chalumeau, 1983
- Bdelyropsis Pereira & Vulcano & Martinez, 1960
- Bdelyrus Harold, 1869
- Beckhoplia Dombrow, 2005
- Beriqua Péringuey, 1904
- Besourenga Vaz-de-Mello, 2008
- Bietia Fairmaire, 1898
- Bilga Fairmaire, 1893
- Bilobatus Machatschke, 1970
- Biphyllocera White, 1841
- Biralus Mulsant & Rey, 1869
- Bisallardiana Antoine, 2003
- Bisencya Lacroix, 1993
- Bivalgus Paulian, 1961
- Bizanus Péringuey, 1902
- Blabephorus Fairmaire, 1898
- Blackburneus Schmidt, 1914
- Blaesia Burmeister, 1842
- Blanchardoplia Lacroix, 1998
- Blebea Lacroix, 1994
- Blepharotoma Blanchard, 1850
- Blikana Péringuey, 1902
- Blitopertha Reitter, 1903
- Bobiricola Endrödi, 1973
- Bodiloides Dellacasa & Dellacasa, 2005
- Bodilopsis Adam, 1994
- Bodilus Mulsant & Rey, 1869
- Bohepilissus Paulian, 1975
- Bolax Fisher Von Waldheim, 1829
- Bolbites Harold, 1868
- Boletoscapter Matthews, 1974
- Bombodes Westwood, 1848
- Bonoraella Ruter, 1978
- Bordatius Pittino & Mariani, 1986
- Boreocanthon Halffter, 1958
- Bosphorus Şenyüz, 2017
- Bothrorrhina Burmeister, 1842
- Bothynus Hope, 1837
- Boucomontiellus Balthasar, 1932
- Brachagenius Kraatz, 1890
- Brachiaphodius Koshantschikov, 1913
- Brachylepis Kolbe, 1894
- Brachyllus Brenske, 1896
- Brachymacroma Kraatz, 1896
- Brachymis Thomson, 1858
- Brachypholis Brenske, 1898
- Brachysiderus Waterhouse, 1881
- Brachysternus Guérin-Méneville, 1831
- Bradypodidium Vaz-de-Mello, 2008
- Brahmina Blanchard, 1851
- Brancoplia Baraud, 1986
- Brenskeiella Berg, 1898
- Breviclypeus Ricchiardi, 2017
- Bricoptis Burmeister, 1842
- Brindalus Landin, 1960
- Brittonius Özdikmen & Demir, 2008
- Bruchaphodius Martinez, 1952
- Bruneixenus Howden & Storey, 1992
- Bubas Dejan, 1833
- Buettikeria Sabatinelli & Pontuale, 1998
- Bunbunius Nomura, 1970
- Burmeisteriellus Berg, 1898
- Burmeistoplia Dombrow, 2003
- Butozania Mikšić, 1955
- Byrasba Harold, 1869
- Byrrhidium Harold, 1869
- Byrrhomorpha Blackburn, 1892
- Byrsalepis Brenske, 1898
- Byrsopolis Burmeister, 1844
- Caccobiomorphus Balthasar, 1964
- Caccobius Thomson, 1859
- Caeconthobium Paulian, 1984
- Caelius Lewis, 1895
- Caelorrhina Hope, 1841
- Caesariatoplia Lacroix, 1998
- Calamosternus Motschulsky, 1859
- † Calcitoryctes Krell, 2011
- Calicnemis Laporte, 1832
- Caligodorus Gordon & Skelley, 2007
- Callabonica Blackburn, 1895
- Calliferoplia Lacroix, 1998
- Callipechis Burmeister, 1842
- Callirhinus Blanchard, 1851
- Callistemonus Péringuey, 1901
- Callistethus Blanchard, 1851
- Callistopopillia Ohaus, 1903
- Calloodes White, 1845
- Callophylla Moser, 1916
- Calloserica Brenske, 1894
- Callynomes Mohnike, 1873
- Calocolobopterus Dellacasa, 1984
- Calodactylus Blanchard, 1850
- Calomacraspis Bates, 1888
- Calometopidius Bourgoin, 1917
- Calometopus Blanchard, 1850
- Calypsoryctes Howden, 1970
- Camapterus Ricchiardi, 2000
- Cambefortantus Paulian, 1986
- Cambefortius Branco, 1989
- Camenta Erichson, 1847
- Camentoserica Brenske, 1900
- Camerounophylla Lacroix, 2005
- Camerunopholis Lacroix, 2002
- Campsiura Hope, 1831
- Campulipus Kirby, 1827
- Campylophyllus Decelle, 1979
- Campylotrochalus Brenske, 1900
- Candezeollus Stebnicka & Howden, 1995
- Canestera Saylor, 1938
- Canthidium Erichson, 1847
- Canthochilum Chapin, 1934
- Canthodimorpha Davis, Scholtz & Harrison, 1999
- Canthon Hoffmannsegg, 1817
- Canthonella Chapin, 1930
- Canthonidia Paulian, 1939
- Canthonosoma MacLeay, 1871
- Canthotrypes Paulian, 1939
- Cantotius Bordat, 2022
- Canudema Lacroix, 1994
- Canuschiza Lacroix, 1999
- Carinaulus Tesař, 1945
- Carlschoenherria Bezděk, 2016
- Carneiola Endrödi, 1974
- Carneluttia Mikšić, 1976
- Carneodon Özdikmen, 2009
- Carneoryctes Özdikmen, 2009
- Cartwrightia Islas, 1958
- Castanochilus Ohaus, 1909
- Castelnauphylla Lacroix, 1999
- Catharsiocopris Balthasar, 1967
- Catharsius Hope, 1837
- Catoclastus Solier, 1851
- Catrachia Coca-Abia & Robbins, 2006
- Cavonus Sharp, 1875
- Caymania Ratcliffe & Cave, 2010
- † Ceafornotensis Woolley, 2016
- Celidota Burmeister, 1842
- Centrantyx Fairmaire, 1884
- Centrochilus Krikken, 1976
- Centrognathus Guérin-Méneville, 1840
- Cephalocyclus Dellacasa & Gordon & Dellacasa, 1998
- Cephalodesmius Westwood, 1842
- Cephaloncheres Brenske, 1898
- Cephaloschiza Moser, 1920
- Ceramida Baraud, 1987
- Ceraspis Le Peletier & Serville, 1828
- Ceratochelus Dombrow, 2002
- Ceratogonia Kolbe, 1899
- Ceratolontha Arrow, 1948
- Ceratophileurus Ohaus, 1911
- Ceratoryctoderus Arrow, 1908
- Cerhomalus Quedenfeldt, 1884
- Ceroplophana Gestro, 1893
- Cesamexico Koçak & Kemal, 2008
- Cestradoretus Ohaus, 1912
- Cetonia Fabricius, 1775
- Chaetocosmetes Moser, 1917
- Chaetodermina Heller, 1921
- Chaetonyx Schaum, 1862
- Chaetopisthes Westwood, 1847
- Chaetopteroplia Medvedev, 1949
- Chaetovalgus Moser, 1914
- Chalcasthenes Arrow, 1937
- Chalcentis Burmeister, 1844
- Chalcochlamys Ohaus, 1905
- Chalcocopris Burmeister, 1846
- Chalcocrates Heller, 1903
- Chalconotus Dejean, 1833
- Chalcopharis Heller, 1902
- Chalcoplethis Burmeister, 1844
- Chalcosoma Hope, 1837
- Chalcothea Burmeister, 1842
- Chalcotheomima Mikšić, 1970
- Chalepides Casey, 1915
- Charadronota Burmeister, 1842
- Chariochilus Brenske, 1898
- Chariodactylus Moser, 1919
- Chariodema Blanchard, 1850
- Charioserica Brenske, 1899
- Charitovalgus Kolbe, 1904
- Chasmatopterus Dejean, 1821
- Chasme Le Peletier & Serville, 1828
- Chaunocolus Saylor, 1937
- Cheilo Britton, 1990
- Cheiragra MacLeay, 1864
- Cheirodontus Britton, 1957
- Cheirolasia Westwood, 1842
- Cheironitis Lansberge, 1875
- Cheiroplatys Hope, 1837
- Cheirora Britton, 1957
- Cheirotonus Hope, 1840
- Cheleion Vardal & Forshage, 2010
- Chelilabia Morón & Nogueira, 1998
- Cherbezatina Lacroix, 1993
- Cheronia Croissandeau, 1893
- Chewia Legrand, 2004
- Chilenopilus Smith & Mondaca, 2016
- Chilodiplus Sharp, 1877
- Chiloloba Burmeister, 1842
- Chiloschiza Moser, 1924
- Chilothorax Motschulsky, 1859
- Chilotrogus Reitter, 1905
- Chioneosoma Kraatz, 1891
- Chipita Soula, 2008
- Chiriquibia Bates, 1889
- Chiron MacLeay, 1819
- Chittius Tarasov, 2008
- Chlaenobia Blanchard, 1850
- Chloresthia Fairmaire, 1905
- Chlorixanthe Bates, 1889
- Chlorobapta Kraatz, 1880
- Chlorocala Kirby, 1828
- Chlorota Burmeister, 1844
- Chnaunanthus Burmeister, 1844
- Chondropyga Kraatz, 1880
- Chondrorrhina Kraatz, 1880
- Chromoptilia Westwood, 1842
- Chromovalgus Kolbe, 1897
- Chrysina Kirby, 1828
- Chrysophora Le Peletier & Serville, 1828
- Chrysoserica Brenske, 1897
- Chthonobius Burmeister, 1847
- Chuchina Soula, 2005
- Cinacanthus Schmidt, 1914
- Circellium Latreille, 1829
- Clania Schein, 1956
- Clastocnemis Burmeister, 1840
- Clavipalpus Laporte, 1832
- Cleptocaccobius Cambefort, 1984
- Clerota Burmeister, 1842
- Clilopocha Lea, 1914
- Clinteria Burmeister, 1842
- Clinterocera Motschulsky, 1857
- Clinteroides Schoch, 1898
- Clipadoretus Ohaus, 1941
- Clithria Burmeister, 1842
- Clitopa Erichson, 1847
- Clomecyra Lacroix, 1999
- Clypeasta Fairmaire, 1904
- Clypeodrepanus Krikken, 2009
- Clypeolontha Li & Yang, 1999
- Clypeoserica Frey, 1970
- Clyster Arrow, 1908
- Cnemargulus Semenov, 1903
- Cnematoplatys Schmidt, 1914
- Cnemida Kirby, 1827
- Cnemidophileurus Kolbe, 1910
- Cnemisus Motschulsky, 1868
- Cnemoschiza Decelle, 1979
- Cocherellus Paulian, 1991
- Cochinchidema Lacroix, 1996
- Cochliotis Kolbe, 1894
- Cochliotodes Burgeon, 1946
- Coega Péringuey, 1902
- Coelocorynus Kolbe, 1895
- Coelocratus Burmeister & Schaum, 1841
- Coelogenia Moser, 1913
- Coelosis Hope, 1837
- Coelotrachelus Schmidt, 1914
- Coenochilus Schaum, 1841
- Coenonycha Horn, 1876
- Coenoryctoderus Prell, 1933
- Coilodera Hope, 1831
- Colacus Ohaus, 1910
- Collagenus Ratcliffe & Hardy, 2005
- Colobopteridius Clément, 1958
- Colobopteroides Paulian, 1942
- Colobopterus Mulsant, 1842
- Colobostoma Blanchard, 1850
- Colpochelyne Britton, 1987
- Colpochila Erichson, 1843
- Colpochilodes Blackburn, 1898
- Colymbomorpha Blanchard, 1850
- Comaserica Brenske, 1897
- Comatapogonia Lacroix, 2008
- Comencya Lacroix, 1993
- Comophorina Strand, 1928
- Comoramorphochelus Lacroix, 1997
- Compsocephalus White, 1845
- Compsodactylus Fuhrmann, 2012
- Comythovalgus Kolbe, 1884
- Conebius Fauvel, 1903
- Coniopholis Erichson, 1847
- Conioserica Brenske, 1900
- Conradtia Kolbe, 1892
- Copridaspidus Boucomont, 1920
- Coprimorphus Mulsant, 1842
- Copris Geoffroy, 1762
- Coproecus Reiche, 1841
- Coprophanaeus Olsoufieff, 1924
- Coptochiroides Balthasar, 1938
- Coptochirus Harold, 1859
- Coptodactyla Burmeister, 1846
- Coptognathus Burmeister, 1847
- Coptomia Burmeister, 1842
- Coptomiopsis Pouillaude, 1919
- Coptorhina Hope, 1833
- Corynophyllus Hope, 1845
- Corynoserica Moser, 1918
- Corynotrichius Kolbe, 1892
- Corythoderus Klug, 1845
- Coscinocephalus Prell, 1936
- Cosmesthes Kraatz, 1880
- Cosmiomorpha Saunders, 1852
- Cosmiophaena Kraatz, 1898
- Cosmovalgus Kolbe, 1897
- Costelytra Given, 1952
- Costinota Schürhoff, 1933
- Cotalpa Burmeister, 1844
- Cotinis Burmeister, 1842
- Craniorphnus Kolbe, 1895
- Craterocyphus Schmidt, 1914
- Crathoplus Blanchard, 1851
- Cremastocheilus Knoch, 1801
- Crepischiza Brenske, 1903
- † Cretaclopus Nikolajev, 2004
- † Cretaegialia Nikolajev, 1993
- † Cretomelolontha Nikolajev, 1998
- † Cretonitis Nikolajev, 2007
- † Cretorabaeus Nikolajev, 1995
- † Cretoscarabaeus Nikolajev, 1995
- † Cretoserica Nikolajev, 1998
- Cryptaphodius Bordat, 2009
- Cryptocanthon Balthasar, 1942
- Cryptodontes Burmeister, 1847
- Cryptodus MacLeay, 1819
- Cryptoscatomaseter Gordon & Skelley, 2007
- Cryptotrogus Kraatz, 1888
- Cubidens Britton, 1992
- Cunderdinia Lea, 1916
- Cyclidiellus Krikken, 1976
- Cyclidinus Westwood, 1874
- Cyclidius MacLeay, 1838
- Cyclocephala Dejean, 1821
- Cyclomera Klug, 1855
- Cylichnus Burmeister, 1844
- Cylindrocrates Schein, 1958
- Cymboptera Ohaus, 1923
- Cymophorus Kirby, 1827
- Cyobius Sharp, 1875
- Cyphochilus Waterhouse, 1867
- Cyphonistes Burmeister, 1847
- Cyphonocephalus Westwood, 1842
- Cyphonotus Fischer Von Waldheim, 1823
- Cyphoserica Brenske, 1900
- Cyptochirus Lesne, 1900
- Cyriodera Burmeister, 1842
- Cyriopertha Reitter, 1903
- Cyrtocamenta Brenske, 1897
- Cyrtolophus Fairmaire, 1895
- Cyrtothyrea Kolbe, 1895
- Cyrtotrochalus Brenske, 1900
- Dactylopopillia Arrow, 1917
- Daintreeola Howden & Storey, 2000
- Dalatamala Prokofiev, 2013
- Dalgopus Dechambre, 2001
- Danielssonia Bordat & Howden, 1995
- Dasygnathus MacLeay, 1819
- Dasylepida Moser, 1913
- Dasytrogus Reitter, 1902
- Dasyus Le Peletier & Serville, 1828
- Dasyvalgoides Endrödi, 1952
- Dasyvalgus Kolbe, 1904
- Debeckius Allsopp, 2022
- Debutina Lacroix, 1993
- Decellophylla Lacroix, 2005
- Dechambrophylla Lacroix, 1999
- Dedalopterus Sabatinelli & Pontuale, 1998
- Degallieridium Vaz-de-Mello, 2008
- Dellacasiellus Gordon & Skelley, 2007
- Delopleurus Erichson, 1848
- Delphinobius Fairmaire, 1900
- Deltepilissus Pereira, 1949
- Deltochilum Eschscholtz, 1822
- Deltorhinum Harold, 1867
- Demarziella Balthasar, 1961
- Democrates Burmeister, 1847
- Dendropaemon Perty, 1830
- Denhezia Dechambre, 2006
- Dentatoplia Lacroix, 1997
- Denticnema Schein, 1959
- Dentiheterochelus Dombrow, 2002
- Dermolepida Arrow, 1941
- Deroserica Moser, 1915
- Descarpentriesia Ruter, 1964
- Desertaclopus Ocampo & Mondaca, 2012
- Desfontainesia Alexis & Delpont, 1999
- Desicasta Thomson, 1878
- Desmonyx Arrow, 1907
- Diabroctis Gistel, 1857
- Diaclaspus Brenske, 1896
- Diacucephalus De Wailly, 1950
- Dialithus Parry, 1849
- Dialytellus Brown, 1929
- Dialytes Harold, 1869
- Dialytodius Gordon & Skelley, 2007
- Diaphonia Newman, 1840
- Diaphoroserica Péringuey, 1904
- Diaphylla Erichson, 1847
- Diaplochelus Burmeister, 1844
- Diapterna Horn, 1887
- Diastellopalpus Lansberge, 1886
- Diastictus Mulsant, 1842
- Dicaulocephalus Gestro, 1888
- Dicellachilus Waterhouse, 1905
- Dicentrines Burmeister, 1844
- Dichecephala Brenske, 1895
- Dichelhoplia Blanchard, 1850
- Dichelomorpha Burmeister, 1855
- Dichelonyx Harris, 1826
- Dicheloschema Moser, 1924
- Dichelus Le Peletier & Serville, 1828
- Dicheros Gory & Percheron, 1833
- Dichodontus Burmeister, 1847
- Dichotomius Hope, 1838
- Dichrosoma Kraatz, 1885
- Dicrania Le Peletier & Serville, 1828
- Dicranocara Frolov & Scholtz, 2003
- Dicranocnemus Burmeister, 1844
- Dicranoplia Reitter, 1903
- Dicronocephalus Hope, 1831
- Dicronorhina Hope, 1837
- Didactylia Orbigny, 1896
- Didrepanephorus Wood-mason, 1878
- Digenethle Thomson, 1877
- Digitonthophagus Balthasar, 1959
- Dihymenonyx Gutiérrez, 1949
- Dikellites Britton, 1990
- Dilatatoplia Lacroix, 1998
- Diloboderus Reiche, 1859
- Dilochrosis Thomson, 1878
- Dilophochila Bates, 1888
- Dilortomaeus Bordat, 2009
- Dinacoma Casey, 1889
- Dinamoraza Lacroix, 1989
- Dinarobina Lacroix, 1989
- Dinoryctes Felsche, 1906
- Diorygopyx Matthews, 1974
- Dipelicus Hope, 1842
- Diphrontis Gerstaecker, 1882
- Diphucephala Le Peletier & Serville, 1828
- Diphycerus Fairmaire, 1878
- Diphydactylus Thomson, 1858
- Diphyllomorpha Hope, 1843
- Diploa Kolbe, 1892
- Diplognatha Gory & Percheron, 1833
- Diplotaxis Kirby, 1837
- Diplotropis Boheman, 1857
- Dirrhina Burmeister, 1842
- Dischista Burmeister, 1842
- Discopeltis Burmeister, 1842
- Disphysema Harold, 1873
- Djadjoua Lacroix, 1993
- Djafouna Lacroix, 1993
- Doaphius Balthasar, 1941
- Doleroserica Péringuey, 1904
- Dolerotarsa Péringuey, 1904
- Dolichiomicroscelis Dombrow, 2003
- Dolichoplia Lacroix, 1998
- Dolichostethus Kolbe, 1892
- Dorbignyolus Branco, 1989
- Doryscelis Burmeister, 1842
- Dorysthetus Blanchard, 1845
- Doxocalia Brenske, 1897
- Drepanocanthoides Schmidt, 1914
- Drepanocanthus Péringuey, 1901
- Drepanocerus Kirby, 1828
- Drepanoplatynus Boucomont, 1921
- Drogo Deschodt, Davis & Scholtz, 2016
- Dudleyellus Bordat, 2009
- Dungoorus Carne, 1958
- Dwesasilvasedis Deschodt & Scholtz, 2008
- Dymusia Burmeister, 1842
- Dynastes MacLeay, 1819
- Dyscinetus Harold, 1869
- Dysphanochila Blackburn, 1898
- Ebolowanius Dechambre, 1979
- Eccoptomia Kraatz, 1880
- Echyra Erichson, 1847
- Ectinohoplia Redtenbacher, 1868
- Ectinoplectron Ohaus, 1915
- Eideria Neita & Ocampo, 2012
- Elaphinis Burmeister, 1842
- Elaphocera Gene, 1836
- Elaphocerella Moser, 1919
- Elcarmeniella Franz, 1955
- Elpidus Péringuey, 1907
- Emadiellus Schmidt, 1914
- Embrithoplia Lacroix, 1998
- Empecamenta Brenske, 1895
- Empecta Erichson, 1847
- Empectoides De Wailly, 1950
- Emphania Erichson, 1847
- Empycastes Gerstaecker, 1871
- Enamillus Sharp, 1877
- Enaria Erichson, 1847
- Enarotadius Endrödi, 1971
- Encya Dejean, 1833
- Endebius Lansberge, 1880
- Endoxazus Kolbe, 1892
- Endroedianibe Chalumeau, 1981
- Endroedyolus Scholtz & Howden, 1987
- Enema Hope, 1837
- Engertia Dalle Torre, 1912
- Engistanoxia Lacroix, 2002
- Engyopsina Britton, 1990
- Ennearabdus Lansberge, 1874
- Enoplotarsus Lucas, 1859
- Enracius Dechambre, 1999
- Enthora Erichson, 1847
- Entypophana Moser, 1913
- Entyposis Kolbe, 1894
- Eocorythoderus Marumaya, 2012
- Eodrepanus Barbero, Palestrini & Roggero, 2009
- Eophileurus Arrow, 1908
- Eosaulostomus Carne, 1956
- Eotrichia Medvedev, 1951
- Epactoides Olsoufieff, 1947
- Epadoretus Reitter, 1903
- Epectinaspis Blanchard, 1851
- Epicaulis Dejean, 1833
- Epichalcoplethis Bates, 1904
- Epichrysus White, 1841
- Epidrepanus Roggero, Barbero & Palestrini, 2015
- Epilissus Reiche, 1841
- Epipholis Moser, 1917
- Epirinus Dejean, 1833
- Epironastes Carne, 1957
- Epistalagma Fairmaire, 1880
- Epitrichius Tagawa, 1941
- Epixanthis Burmeister, 1842
- Erbmahcedius Hutchinson & Allsopp, 2021
- Ercomoana Lacroix, 1994
- Eremazus Mulsant, 1851
- Eremobothynus Ohaus, 1910
- Eremophygus Ohaus, 1910
- Eremoplia Kolbe, 1914
- Eremotrogus Kolbe, 1914
- Eriesthis Burmeister, 1844
- Erigavo Lacroix, 2006
- Eriopeltastes Burmeister & Schaum, 1840
- Erioscelis Burmeister, 1847
- Eriphoserica Brenske, 1899
- Eriulis Burmeister, 1842
- Erlangeria Preiss, 1902
- Erytodes Schmidt, 1917
- Erytus Mulsant & Rey, 1870
- Escarabaeus Zídek & Pokorný, 2011
- Esymus Mulsant & Rey, 1869
- Etiserica Péringuey, 1904
- Eucamenta Péringuey, 1904
- Euchilia Burmeister, 1842
- Euchirus Burmeister & Schaum, 1840
- Euchloropus Arrow, 1907
- Euchroea Burmeister, 1842
- Eucopidocaulus Prell, 1912
- Eucranium Brullé, 1837
- Eucyclophylla Waterhouse, 1875
- Eudicella White, 1839
- Eudinopus Burmeister, 1840
- Eudolus Mulsant & Rey, 1869
- Euetheola Bates, 1888
- Euhemicyclium Bordat, 2003
- Euheptaulacus Dellacasa, 1983
- Euknemoplia Lacroix, 1997
- Eulaiades Fairmaire, 1899
- Eulepida Kolbe, 1894
- Eulepidopsis Burgeon, 1946
- Euligyrus Casey, 1915
- Eumacronota Mikšić, 1976
- Eunanus Ohaus, 1909
- Euoniticellus Janssens, 1953
- Euonthophagus Balthasar, 1959
- Euorodalus Dellacasa, 1983
- Euotophorus Dellacasa, Gordon & Dellacasa, 2016
- Euparia Le Peletier & Serville, 1828
- Euparixia Brown, 1927
- Euparixoides Hinton, 1936
- Euparotrix Stebnicka & Howden, 1996
- Eupatorus Burmeister, 1847
- Eupegylis Duvivier, 1892
- Euphoresia Brenske, 1897
- Euphoria Burmeister, 1842
- Eupleurus Mulsant, 1842
- Eupoecila Burmeister, 1842
- Euranoxia Semenov, 1890
- Euremina Westwood, 1867
- Europtron Marseul, 1867
- Euryaspis Blanchard, 1851
- Eurychelus Blanchard, 1850
- Euryomia Burmeister, 1842
- Eurypeza Lacroix, 2006
- Euryschiza Brenske, 1898
- Eurysternus Dalman, 1824
- Euryvalgus Moser, 1908
- Eusaproecius Branco, 1989
- Euselates Thomson, 1880
- Euserica Reitter, 1896
- Eutelesmus Waterhouse, 1880
- Eutrichesis Waterhouse, 1882
- Eutrichillum Martinez, 1967
- Eutyctus Semenov, 1890
- Evanos Castelnau, 1840
- Evbrittonia Szito, 1993
- Exanticheira Soula, 1998
- Exaphodius Endrödi, 1960
- Eximidema Keith & Reichenbach, 2018
- Exochlorota Soula, 2002
- Exochogenys Carne, 1958
- Exolontha Reitter, 1902
- Exomala Reitter, 1903
- Exopholis Motschulsky, 1859
- Exoptenomela Soula, 2002
- Exostethus Britton, 1979
- Exothyridium Soula, 2002
- Exoxyomus Bordat, Mencl & Rakovič, 2012
- Extenuoptyophis Smith & Mondaca, 2015
- Faargia Martinez, 1982
- Fairmairoplia Lacroix, 1997
- Falsignambia Paulian, 1987
- Falsotoclinius Keith & Montreuil, 2004
- Faula Blanchard, 1850
- Feeridium Vaz-de-Mello, 2008
- Ferrerianus Dellacasa, Dellacasa & Gordon, 2007
- Firminus Coca-Abia, 2003
- Flaviellus Gordon & Skelley, 2007
- Flechtmanniella Stebnicka, 1999
- Fornasinius Bertoloni, 1852
- Fossocarus Howden, 1961
- Frankenbergerius Balthasar, 1938
- Frenchella Blackburn, 1892
- Fruhstorferia Kolbe, 1894
- Fulvaphodius Bordat, 2022
- Gametis Burmeister, 1842
- Gametoides Antoine, 2005
- Gamka Péringuey, 1904
- Ganganomala Ratcliffe, Jameson & Zorn, 2018
- Gariep Péringuey, 1907
- Garreta Janssens, 1940
- Gastromaladera Nomura, 1973
- Gastroserica Brenske, 1897
- Geniates Kirby, 1818
- Geniatosoma Costa Lima, 1940
- Genieridium Vaz-de-Mello, 2008
- Genuchinus Westwood, 1874
- Genuchus Kirby, 1825
- Geomyphilus Gordon & Skelley, 2007
- Geopsammodius Gordon & Pittino, 1992
- Geotrogus Guérin-Méneville, 1842
- Gibboryctes Endrödi, 1974
- Giesbertiolus Howden, 1988
- Gillaspytes Howden, 1980
- Gilletellus Janssens, 1937
- Gilletianus Balthasar, 1933
- Glacilitarsus Matsumoto, 2014
- Glaphyronyx Moser, 1924
- Glaphyserica Brenske, 1899
- Glenopopillia Lin, 1980
- Globencya Lacroix, 1993
- Globulischiza Frey, 1974
- Glossocheilifer Blackburn, 1898
- Glycosia Schoch, 1896
- Glycyphana Burmeister, 1842
- Glycyserica Brenske, 1899
- Glyphoderus Westwood, 1838
- Glyptoglossa Brenske, 1895
- Glyptothea Bates, 1889
- Glyptotheomima Mikšić, 1976
- Gnaphalopoda Reiche, 1860
- Gnaphalostetha Reiche, 1856
- Gnathocera Kirby, 1825
- Gnathogolofa Arrow, 1914
- Gnatholabis Erichson, 1847
- Gnorimella Casey, 1915
- Gnorimidia Lansberge, 1887
- Gnorimimelus Kraatz, 1880
- Gnorimotrichius Krajčik, 2009
- Gnorimus Le Peletier & Serville, 1828
- Goiginus Endrödi, 1982
- Goliathopsis Janson, 1881
- Goliathus Lamarck, 1801
- Golinca Thomson, 1878
- Golofa Hope, 1837
- Gonaphodiellus Schmidt, 1914
- Gonaphodioides Dellacasa, Dellacasa & Gordon, 2012
- Gonaphodiopsis Dellacasa, Dellacasa & Gordon, 2012
- Gonaphodius Reitter, 1892
- Gongrolophus Stebnicka & Howden, 1996
- Goniaspidius Burmeister, 1844
- Goniophileurus Kolbe, 1910
- Goniorphnus Arrow, 1911
- Goniorrhina Quedenfeldt, 1888
- Gorditus Ratcliffe, 2010
- Gordonius Skelley, Dellacasa & Dellacasa, 2009
- Gouna Péringuey, 1902
- Gracilaclopus Ocampo & Mondaca, 2012
- Grammodoplia Lacroix, 1997
- Grammopyga Kolbe, 1895
- Grandaustralis Hutchinson & Moeseneder, 2013
- Grandinaphodius Ziani, 2002
- Granulopsammodius Rakovič, 1981
- Graviengertia Prokofiev, 2016
- Grebennikovius Mlambo, Scholtz & Deschodt, 2019
- Griveaudella Lacroix, 1993
- Gromphas Brullé, 1837
- Gronocarus Schaeffer, 1927
- Gryphonycha Péringuey, 1904
- Guanyinaphodius Masumoto & Kiuchi, 2001
- Guatemalica Neervoort Van De Poll, 1886
- Gymnephoria Ratcliffe, 2019
- Gymnetina Casey, 1915
- Gymnetis MacLeay, 1819
- Gymnogaster Blanchard, 1851
- Gymnoloma Dejean, 1833
- Gymnophana Arrow, 1910
- Gymnopleurus Illiger, 1803
- Gymnopyge Linell, 1896
- Gymnoschiza Moser, 1914
- Gynaecoserica Brenske, 1896
- Gyronotus Lansberge, 1874
- Gyroplia Brenske, 1893
- Hadrodiplognatha Kraatz, 1898
- Hadropechys Britton, 1990
- Hadrops Britton, 1987
- Hadrorhyparus Howden, 1995
- Hadrosticta Kraatz, 1892
- Halffterinetis Morón & Nogueira, 2007
- Hamatoplectris Frey, 1967
- Hammondantus Cambefort, 1978
- Hamonthophagus Roggero, Dierkens, Barbero & Palestrini, 2017
- Hansreia Halffter & Martinez, 1977
- Haplidia Hope, 1837
- Haplophileurus Kolbe, 1910
- Haploscapanes Arrow, 1908
- Haplosoma Semenov, 1890
- Harmodactylus Péringuey, 1901
- Harmogaster Harold, 1861
- Haroldaphodius Bordat, 2003
- Haroldiataenius Chalumeau, 1981
- Haroldiellus Gordon & Skelley, 2007
- Haroldius Boucomont, 1914
- Harpechys Britton, 1957
- Harpina Burmeister, 1844
- Harposceles Burmeister, 1847
- Hatamus Sharp, 1877
- Hecistopsilus Kolbe, 1894
- Hegemus Thomson, 1881
- Helictopleurus Orbigny, 1915
- Heliocopris Hope, 1837
- Hellaserica Baraud & Nicolas, 1966
- Hemiaspidius Krikken, 1982
- Hemicamenta Brenske, 1897
- Hemichaetoplia Baraud, 1986
- Hemichalcothea Mikšić, 1970
- Hemichnoodes Kraatz, 1880
- Hemicorythoderus Tangelder & Krikken, 1982
- Hemictenius Reitter, 1897
- Hemicyclium Schmidt, 1914
- Hemicyrthus Reiche, 1860
- Hemiheterorrhina Mikšić, 1974
- Hemilia Kraatz, 1880
- Hemiphaedimus Mikšić, 1972
- Hemipharis Burmeister, 1842
- Hemiphileurus Kolbe, 1910
- Hemiprotaetia Mikšić, 1963
- Heptaulacus Mulsant, 1842
- Heptelia Brenske, 1898
- Heptophylla Motschulsky, 1857
- Herculaisia Seilliere, 1910
- Heteralleucosma Antoine, 1989
- Heterochelus Burmeister, 1844
- Heterochlorota Soula, 2002
- Heteroclita Burmeister, 1842
- Heteroclitopus Péringuey, 1901
- Heterocnemis Albers, 1852
- Heteroconus Kolbe, 1900
- Heterocotinis Martinez, 1948
- Heterocranus Bourgoin, 1919
- Heterogeniates Ohaus, 1909
- Heterogenius Moser, 1911
- Heteroglobus Dupuis & Dechambre, 2008
- Heterogomphus Burmeister, 1847
- Heteroligus Kolbe, 1900
- Heteronitis Gillet, 1911
- Heteronychus Dejean, 1833
- Heteronyx Guérin-Méneville, 1830
- Heterophana Burmeister, 1842
- Heterophthalmus Blanchard, 1851
- Heteropseudinca Valck Lucassen, 1933
- Heterorhina Westwood, 1842
- Heteroschiza Moser, 1917
- Heteroserica Brenske, 1899
- Heterosoma Schaum, 1844
- Heterosternus Dupont, 1832
- Heterostriatus Dupuis, 2006
- Heterotephraea Antoine, 2002
- Heterotrochalus Moser, 1918
- Heterovalgus Krikken, 1978
- Hexataenius Fairmaire, 1891
- Hexodon Olivier, 1789
- Hiberasta Fairmaire, 1901
- Hiekeianus Endrödi, 1978
- Hieritis Burmeister, 1855
- Hilyotrogus Fairmaire, 1886
- Himalhoplia Sabatinelli, 1983
- Hispanioryctes Howden & Endrodi, 1978
- † Holcorobeus Nikritin, 1977
- Holisonycha Péringuey, 1904
- Holocanthon Martinez & Pereira, 1956
- Holocephalus Hope, 1838
- Holochelus Reitter, 1889
- Holocnemus Brenske, 1894
- Hologymnetis Martinez, 1949
- Holomelia Brenske, 1891
- Holopycnia Brenske, 1896
- Holorhopaea Britton, 1978
- Holotrichia Hope, 1837
- Homalochilus Blanchard, 1851
- Homaloserica Brenske, 1897
- Homalotarsus Janssens, 1932
- Homeochlorota Soula, 2006
- Homocopris Burmeister, 1842
- Homoeomorphus Burmeister, 1847
- Homoeoschiza Kolbe, 1894
- Homoiosternus Ohaus, 1901
- Homolotropus MacLeay, 1871
- Homonyx Guérin-Méneville, 1839
- Homophileurus Kolbe, 1910
- Homopliopsis Lacroix, 1998
- Homothermon Ohaus, 1898
- Homothyrea Kolbe, 1895
- Hoplebaea Brenske, 1899
- Hopleidos Künckel D'Herculais, 1887
- Hoplia Illiger, 1803
- Hopliopsis Blanchard, 1850
- Hoplitovalgus Kolbe, 1904
- Hoplochelus Blanchard, 1851
- Hoplocnemis Harold, 1869
- Hoplolontha Fairmaire, 1904
- Hoplomaladera Nomura, 1974
- Hoplopelidnota Bates, 1904
- Hoplopus Laporte, 1832
- Hoplopyga Thomson, 1880
- Hoplopygothrix Schürhoff, 1933
- Hoplorida Moser, 1918
- Hoploryctoderus Prell, 1933
- Hoplosternodes Burgeon, 1946
- Hornietus Stebnicka, 2000
- Hornosus Dellacasa, Dellacasa & Gordon, 2015
- Horridocalia Endrödi, 1974
- Hovachelus Fairmaire, 1897
- Hovophileurus Arrow, 1911
- Howdenocarus Hardy, 1978
- Howdenypa Arnaud, 1993
- Humblotania Lacroix, 1993
- Hyalonthophagus Palestrini & Giacone, 1988
- Hybaloides Quedenfeldt, 1884
- Hybalus Dejean, 1833
- Hybocamenta Brenske, 1898
- Hyboschema Péringuey, 1901
- Hyboserica Péringuey, 1904
- † Hybosorites Nikolajev, 1996
- Hybovalgus Kolbe, 1904
- Hylamorpha Arrow, 1899
- Hylobothynus Ohaus, 1910
- Hymenochelus Reitter, 1890
- Hymenoplia Eschscholz, 1830
- Hypaspidius Arrow, 1899
- Hyperius Fairmaire, 1878
- Hyphelithia Kraatz, 1880
- Hyphoryctes Blackburn, 1895
- Hypocanthidium Balthasar, 1938
- Hypolepida Britton, 1978
- Hyposerica Brenske, 1897
- Hypothyce Howden, 1968
- Hypotrichia LeConte, 1861
- Hypselogenia Burmeister, 1840
- Iarupea Martinez, 1953
- Iberoaphodius Rössner, 2018
- Ichnestoma Gory & Percheron, 1833
- Ictigaster Britton, 1986
- Idaecamenta Péringuey, 1904
- Idaeserica Péringuey, 1904
- Idanastes Britton, 1987
- Idiapogonia Arrow, 1916
- Idiochelyna Arrow, 1916
- Idionycha Arrow, 1932
- Idiovalgus Arrow, 1910
- Idutywa Péringuey, 1902
- Ignambia Heller, 1916
- Iguazua Stebnicka, 1997
- Ihosyus Montreuil & Lacroix, 2020
- Inanda Péringuey, 1902
- Inca Le Peletier & Serville, 1828
- Incala Thomson, 1857
- Indieraligus Dechambre, 1979
- Indoblackburneus Mencl, Král & Rakovič, 2019
- Indognorimus Krikken, 2009
- Indotrichius Krikken, 2009
- Indovalgus Ricchiardi, 2012
- Ingogius Endrödi, 1976
- Ingrisma Fairmaire, 1893
- Insimuloissacaris Smith & Mondaca, 2015
- Iranotrogus Nikolajev, 2006
- Irazua Ratcliffe, 2003
- Iridisoma Delgado & Morón, 1991
- Irrasinus Gordon & Skelley, 2007
- Isacanthon Pacheco & Vaz-de-Mello, 2019
- Ischiopsopha Gestro, 1874
- Ischnopopillia Kraatz, 1892
- Ischnoscelis Burmeister, 1842
- Ischnostomiella Krikken, 1978
- Ischnotarsia Kraatz, 1880
- Ischnovalgus Kolbe, 1897
- Isocopris Pereira & Martinez, 1960
- Isonychus Mannerheim, 1828
- Isoplia Burmeister, 1855
- Issacaris Fairmaire, 1889
- Ixodina Roth, 1851
- Ixorida Thomson, 1880
- Jalalabadia Balthasar, 1967
- Jalisco Dellacasa, Gordon & Dellacasa, 2003
- Jansonia Schürhoff, 1937
- Janssensantus Paulian, 1976
- Janssensellus Cambefort, 1975
- Jossonthophagus Dierkens, Moretto & Génier, 2017
- Joziratia Lacroix, 1993
- Jumnos Saunders, 1839
- Junkia Dalla Torre, 1913
- † Juraclopus Nikolajev, 2005
- Kabindeknomiosoma Lacroix, 2005
- Kadlecia Frey, 1965
- Kareiga Péringuey, 1902
- Karolinella Minkina, 2017
- Karooida Perissinotto, 2020
- Kenyalepis Lacroix, 2011
- Kenyatopadema Lacroix, 2009
- Kerowagia Delpont, 1996
- Kheper Janssens, 1940
- Khoina Péringuey, 1902
- Kibakoganea Nagai, 1984
- Kirprellius Allsopp, 2022
- Knysna Péringuey, 1902
- Kolbeellus Jacobson, 1906
- Komrina Lacroix, 1993
- Koreoxyomus Kim, 1996
- Korisaba Péringuey, 1902
- Koshantschikovius Schmidt, 1914
- Kraseophylla Péringuey, 1904
- Krikkenius Branco, 1991
- Kryzhanovskia Nikolajev & Kabakov, 1977
- Kubousa Péringuey, 1902
- Kuenckeliana Lacroix, 1989
- Kurtops Roggero, Barbero & Palestrini, 2017
- Labarrus Mulsant & Rey, 1869
- Labroma Sharp, 1873
- Laceratoplia Lacroix, 1997
- Lachnodera Erichson, 1847
- Lachnota Reitter, 1889
- Lacroixidema Keith, 2000
- Lacroixilepis Keith, 2007
- Lagochile Hoffmannsegg, 1817
- Lamellothyrea Krikken, 1980
- Lamproserica Brenske, 1897
- Lansbergia Ritsema, 1888
- Laotrichia Keith, 2007
- Larhodius Balthasar, 1963
- Lasiexis Semenov-Tian-Shanskii & Medvedev, 1936
- Lasiocala Blanchard, 1851
- Lasiopsis Erichson, 1847
- Lasioserica Brenske, 1897
- Lasiotrichius Reitter, 1899
- Lasiotropus Reitter, 1913
- Latipalpus Moser, 1921
- Latodrepanus Krikken, 2009
- Lebbea Lacroix, 1993
- Lecanoderus Kolbe, 1907
- Lecanotrogus Kolbe, 1894
- Lechorodius Gordon & Skelley, 2007
- Leiopsammodius Rakovič, 1981
- Lenosoma MacLeay, 1863
- Leonotus Britton, 1986
- Leoserica Fabrizi, Eberle & Ahrens, 2019
- Leotrichillum Vaz-de-Mello, 2008
- Lepanus Balthasar, 1966
- Lepidiota Kirby, 1828
- Lepidomela Kolbe, 1894
- Lepidoserica Nikolajev, 1979
- Lepidotrogus Kolbe, 1894
- Lepischiza Moser, 1914
- Lepisia Le Peletier & Serville, 1828
- Lepithrix Le Peletier & Serville, 1828
- Lepitrichula Schein, 1959
- Lepivalgus Moser, 1914
- Leptochristina Baraud & Branco, 1991
- Leptocnemis Dombrow, 2001
- Leptohoplia Saylor, 1935
- Leptorhyparus Howden, 2003
- Leribe Péringuey, 1904
- Leucocelis Burmeister, 1842
- Leucopholis Dejean, 1833
- Leucophorus Brenske, 1892
- Leucothyreus MacLeay, 1819
- Leuretra Erichson, 1847
- Liatongus Reitter, 1892
- Lichnia Erichson, 1835
- Lichniops Gutiérrez, 1946
- Lichniopsoides Martinez, 1953
- Licnostrategus Prell, 1933
- Ligyrus Burmeister, 1847
- Limarus Mulsant & Rey, 1869
- Limepomera Lacroix, 1999
- Linargius Rakovič & Mencl, 2012
- Lindbergianus Petrovitz, 1961
- Liogenys Guérin-Méneville, 1830
- Lioglyptoxenus Pittino, 2006
- Liomenochilus Hutchinson & Allsopp, 2022
- Liostraca Burmeister, 1842
- Liothorax Motschulsky, 1859
- Liotrichius Kolbe, 1892
- Liparetrus Guérin-Méneville, 1830
- Lissadoretus Arrow, 1917
- Lissogenius Schaum, 1844
- Lissomelas Bates, 1889
- Listrochelus Blanchard, 1851
- † Lithanomala Nikolajev, 1992
- † Lithoscarabaeus Nikolajev, 1992
- Litocopris Waterhouse, 1891
- † Lobateuchus Montreuil, Génier & Nel, 2010
- Lobogeniates Ohaus, 1917
- Loboparius Schmidt, 1914
- Loboserica Kolbe, 1914
- Lobovalgus Kolbe, 1897
- Lomanoxia Martinez, 1951
- Lomanoxoides Stebnicka, 1999
- Lomaptera Gory & Percheron, 1833
- Lonchothyrea Kolbe, 1895
- Lonchotus Burmeister, 1847
- Longaphodius Endrödi, 1980
- Longicrura Frey, 1974
- Lophodonitis Janssens, 1938
- Lophorrhina Westwood, 1842
- Lophorrhinides Perissinotto, Clennell & Beinhundner, 2019
- Loraphodius Reitter, 1892
- Loraspis Mulsant & Rey, 1869
- Lorditomaeus Péringuey, 1901
- Loricatarsa Frey, 1969
- Lorkovitschia Mikšić, 1968
- Lucassenia Olsoufieff, 1940
- Luispenaia Martinez, 1972
- Lunaphodius Balthasar, 1964
- Lutera Westwood, 1875
- Lutfius Özdikmen, 2009
- Luxolinus Gordon & Skelley, 2007
- Lycomedes Brême, 1844
- Lyraphora Kraatz, 1880
- Machala Lacroix, 1993
- Macleayella Britton, 1990
- Macraspis MacLeay, 1819
- Macrocranius Schürhoff, 1935
- Macrocyphonistes Ohaus, 1910
- Macrodactylus Latreille, 1825
- Macroderes Westwood, 1842
- Macromina Westwood, 1874
- Macronota Hoffmannsegg, 1817
- Macronotops Krikken, 1977
- Macroplia Brenske, 1898
- Macropliopsis Lacroix, 1997
- Macropoidelimus Morón, 1983
- Macropoides Guérin-Méneville, 1844
- Macropopillia Ohaus, 1905
- Macroretroides Bordat, Dellacasa & Dellacasa, 2000
- Macroretrus Péringuey, 1908
- Macrotina Strand, 1934
- Maculaphodius Gordon & Skelley, 2007
- Madahoplia Lacroix, 1998
- Madecorphnus Paulian, 1992
- Madiana Ratcliffe & Romé, 2019
- Madiniella Chalumeau & Gruner, 1976
- Maechidinus Lea, 1919
- Maechidius MacLeay, 1819
- Maghrebotrogus Montreuil & Keith, 2022
- Mahafalyanus Lacroix, 1993
- Makalaka Péringuey, 1908
- Makoanus Lacroix, 1993
- Maladera Mulsant, 1871
- Malagoniella Martinez, 1961
- Malaia Heller, 1891
- Malaisius Arrow, 1941
- Malawinophylla Lacroix, 2013
- Mallotarsus Blanchard, 1850
- Manjarivolo Paulian, 1974
- Manodactylus Moser, 1919
- Manonychus Moser, 1919
- Manopus Castelnau, 1840
- Manoserica Moser, 1924
- Marmarina Kirby, 1827
- Marmylida Thomson, 1880
- Marronus Coquerel, 1866
- Martineziana Chalumeau & Özdikmen, 2006
- Martinezidium Vaz-de-Mello, 2008
- Mascarena Arrow, 1919
- Masumotokoganea Hirasawa, 1992
- Matthewsius Gunter & Weir, 2017
- Mauromecistoplia Dombrow, 2002
- Mausoleopsis Lansberge, 1882
- Mawenzhena Alexis & Delpont, 2001
- Mayataia Lacroix, 1993
- Mazahuapertha Morón & Nogueira, 1998
- Mecaspidiellus Antoine, 1997
- Mecopelidnota Bates, 1904
- Mecynodes Mulsant, 1870
- Mecynorhina Hope, 1837
- Medeotrogus Keith, 2001
- Megaceras Hope, 1837
- Megaceropsis Dechambre, 1976
- Megacoryne Britton, 1987
- Megalonitis Janssens, 1937
- Megapertha (Reitter, 1903)
- Megaphonia Schürhoff, 1933
- Megarhopaea Britton, 1978
- Megasoma Kirby, 1825
- Megasybacodes Kakizoe, Maruyama & Masumoto, 2019
- Megateloides Landin, 1974
- Megatelus Reitter, 1892
- Megatharsis Waterhouse, 1891
- Megathopa Eschscholtz, 1822
- Megathoposoma Balthasar, 1939
- Megistophylla Burmeister, 1855
- Megistoplia Lacroix, 1997
- Melanchroea Kraatz, 1900
- Melanhyphus Fairmaire, 1881
- Melanocamenta Brenske, 1899
- Melanocanthon Halffter, 1958
- Melanopopillia Lin, 1980
- Melinopterus Mulsant, 1842
- Mellissius Wollaston, 1869
- Melolontha Fabricius, 1775
- † Melolonthites Heer, 1847
- Melolonthoides De Wailly, 1950
- Mendidaphodius Reitter, 1901
- Mendidius Harold, 1868
- Menigionyx Arrow, 1941
- Mentophilus Castelnau, 1840
- Mericserica Brenske, 1897
- Meridioclita Krikken, 1982
- Merinanus Lacroix, 1993
- Merogyrus Gordon & Skelley, 2007
- Meroloba Thomson, 1880
- Mesomerodon Ohaus, 1905
- Mesontoplatys Motschulsky, 1863
- Mesoserica Brenske, 1897
- Mesosternus Morón, 1987
- Mesotrochalus Kolbe, 1914
- Messyrhus Rakovič & Král, 1997
- † Mesydra Ponomarenko, 1977
- Mesystoechus Waterhouse, 1878
- Metacatharsius Paulian, 1939
- Metadorodocia Machatschke, 1957
- Metallesthes Kraatz, 1880
- Metallopseudinca Valck Lucassen, 1933
- Metanastes Arrow, 1911
- Metapachylus Bates, 1889
- Metaphileurus Kolbe, 1910
- Metapogonia Lacroix, 2008
- Metascelis Westwood, 1842
- Metatrogus Britton, 1978
- Metoporaphodius Frolov & Akhmetova, 2017
- Meurguesia Ruter, 1969
- Michaeloplia Lacroix, 1997
- Micraegialia Brown, 1931
- Micranomala Arrow, 1911
- Micreuchilia Pouillaude, 1917
- Microchalcothea Moser, 1910
- Microchilus Blanchard, 1851
- Microcoenus Britton, 1957
- Microcopris Balthasar, 1958
- Microdilochrosis Jákl, 2009
- Microdoris Burmeister, 1844
- Microlomaptera Kraatz, 1885
- Microlontha Petrovitz, 1967
- Microogenius Gutiérrez, 1951
- Micropeltus Blanchard, 1842
- Micropertha Baraud, 1991
- Microphileurus Kolbe, 1910
- Microphylla Kraatz, 1890
- Microplidus Péringuey, 1902
- Microplus Burmeister, 1844
- Micropoecila Kraatz, 1880
- Microrhopaea Lea, 1920
- Microrutela Bates, 1904
- Microryctes Arrow, 1908
- Microserica Brenske, 1894
- Microsericaria Nikolajev, 1979
- Microtermitodius Pittino, 2006
- Microteuchestes Landin, 1974
- Microthopus Burmeister, 1855
- Microtrochalus Brenske, 1900
- Microvalgus Kraatz, 1883
- Mictophileurus Ohaus, 1911
- Milatrogus Montreuil & Keith, 2022
- Milichus Péringuey, 1901
- Mimadoretus Arrow, 1901
- Mimaegialia Nikolajev, 2007
- Mimela Kirby, 1823
- Mimeoma Casey, 1915
- Mimogeniates Martinez, 1964
- Mimonthophagus Balthasar, 1963
- Mimovalgus Arrow, 1944
- Minidorysthetus Soula, 1998
- Minisiderus Arrow, 1902
- Minutoplia Lacroix, 1998
- † Miolachnosterna Wickham, 1914
- Miotemna Lacordaire, 1855
- Mireia Ruter, 1953
- Miridiba Reitter, 1902
- Mitracamenta Brenske, 1903
- Mitracephala Thomson, 1859
- Mitrophorus Burmeister, 1844
- Mnematidium Ritsema, 1888
- Mnematium MacLeay, 1821
- Modialis Fairmaire & Germain, 1860
- Molynoptera Kraatz, 1897
- Molynopteroides Antoine, 1989
- † Mongolrobeus Nikolajev, 2004
- Monochelus Le Peletier & Serville, 1828
- Monoplistes Lansberge, 1874
- Monotropus Erichson, 1847
- Monteitheolus Howden & Storey, 2000
- Monteithocanthon Gunter & Weir, 2017
- Morettius Roggero, Dierkens, Barbero & Palestrini, 2017
- Moriaphila Kraatz, 1880
- Morokia Janson, 1905
- Moroniella Ramírez-Ponce, 2015
- Moronius Grossi & Vaz-de-Mello, 2015
- Moronoserica Ahrens, Lukic & Liu, 2023
- Moseriana Ruter, 1965
- Mothon Semenov & Medvedev, 1927
- Motuotrichius Huang & Chen, 2016
- Mozartius Nomura & Nakane, 1951
- Mucama Soula, 2002
- Mucrencya Lacroix, 1993
- Musurgus Vauloger, 1898
- Mycernus Broun, 1904
- Mycterophallus Neervoort Van De Poll, 1886
- Myloxena Berg, 1881
- Myloxenoides Martinez, 1975
- Myodermides Ruter, 1964
- Myodermidius Bourgoin, 1920
- Myodermum Burmeister, 1840
- Myrhessus Balthasar, 1955
- Myrmecaphodius Martinez, 1952
- Myrmecochilus Wasmann, 1900
- Mysarus Petrovitz, 1962
- Mystroceros Burmeister, 1842
- Mzansica Perissinotto, 2020
- Nagainokoganea Hirasawa, 1992
- Namakwanus Scholtz & Howden, 1987
- Namaphilus Deschodt & Davis, 2017
- Nanaga Péringuey, 1902
- Nanniscus Burmeister, 1844
- Nannopopillia Kolbe, 1894
- Nanorhopaea Britton, 1978
- Nanos Westwood, 1842
- Nanotermitodius Howden, 2003
- Napoa Stebnicka, 1999
- Narycius Dupont, 1835
- Navigator Moeseneder & Hutchinson, 2016
- Nayarita Morón & Nogueira, 1998
- Neagolius Koshantschikov, 1912
- Nebulasilvius Deschodt & Scholtz, 2008
- Nedymoserica Brenske, 1900
- Nefoncerus Saylor, 1938
- Nematophylla Arrow, 1906
- Nematoserica Arrow, 1917
- Neocalaphodius Bordat, 1990
- Neocamenta Burgeon, 1945
- Neoclita Perissinotto, 2017
- Neoclithria Neervoort Van De Poll, 1886
- Neoclitopa Lacroix, 1997
- Neocnecus Sharp, 1878
- Neocolobopterus Landin, 1974
- Neocorvicoana Ratcliffe & Mico, 2001
- Neocorynophyllus Carne, 1985
- Neodasygnathus Carne, 1957
- Neodiapterna Dellacasa, 1984
- Neoemadiellus Clément, 1986
- Neogutierrezia Martinez, 1953
- Neoheptaulacus Paulian & Villiers, 1941
- Neoheteronyx Blackburn, 1890
- Neohyphus Heller, 1896
- Neomaladera Baraud, 1965
- Neometanastes Yamaya, 2010
- Neomyrhessus Minkina, 2023
- Neomystroceros Alexis & Delpont, 1998
- Neonastes Carne, 1957
- Neonitis Péringuey, 1901
- Neopegylis Lacroix, 2015
- Neophaedimus Lucas, 1870
- Neophaenognatha Allsopp, 1983
- Neophyllotocus Blackburn, 1898
- Neopsammodius Rakovič, 1986
- Neorhyssemus Gordon & Pittino, 1992
- Neorrhina Thomson, 1878
- Neoryctes Arrow, 1908
- Neosaproecius Branco, 1990
- Neoscelis Schoch, 1897
- Neoserica Brenske, 1894
- Neosericania Miyake & Yamaya, 1994
- Neotrichaphodioides Dellacasa, Dellacasa & Skelley, 2010
- Neotrichiorhyssemus Rakovič & Král, 1997
- Neotrichonotulus Dellacasa, Gordon & Dellacasa, 2004
- Neovalgus Miyake, 1985
- Nepaloserica Frey, 1965
- Nephrodopus Sharp, 1873
- Nepytis Erichson, 1842
- Nesadmiralitia Prokofiev, 2016
- Neso Blackburn, 1898
- Nesohoplia Scott, 1912
- Nesosisyphus Vinson, 1946
- Nesovinsonia Martinez & Pereira, 1958
- Nettelislasia Martinez, 1952
- Neuquenodactylus Smith & Mondaca, 2015
- Neuroserica Brenske, 1900
- Nialaphodius Kolbe, 1908
- Nialosternus Hollande & Therond, 1998
- Nialus Mulsant & Rey, 1869
- Nigroplia Dombrow, 2002
- Nigrotrichia Matsumoto, 2016
- Nimbacola Paulian, 1970
- Nimbus Mulsant & Rey, 1869
- Niphetophora Kraatz, 1883
- Niphobleta Kraatz, 1880
- Nipponaphodius Nakane, 1959
- Nipponoagoliinus Ochi & Kawahara, 2001
- Nipponoserica Nomura, 1973
- Nipponovalgus Sawada, 1941
- Nitiocellus Branco, 2010
- Nitorellus Britton, 1957
- Niuailan Allsopp & Hutchinson, 2020
- Nobiellus Dellacasa & Dellacasa, 2005
- Nobius Mulsant & Rey, 1869
- Nolicus Petrovitz, 1962
- Nosphisthis Blackburn, 1898
- Nothophanus Heller, 1896
- Notocaulus Quedenfeldt, 1884
- Novapus Sharp, 1875
- Nselenius (Holm & Perissinotto, 2004)
- Nuiba Prokofiev, 2016
- Nunoidium Vaz-de-Mello, 2008
- Nyassinus Westwood, 1879
- Obaphodius Bordat, 1988
- Oberthuroplia Lacroix, 1998
- Ochicanthon Vaz-de-mello, 2003
- Octocollis Moeseneder & Hutchinson, 2012
- Octoplasia Brenske, 1892
- Odochilus Harold, 1877
- Odontacrossus Dellacasa, Král, Dellacasa & Bordat, 2014
- Odontolochus Schmidt, 1917
- Odontoloma Boheman, 1857
- Odontolytes Koshantschikov, 1916
- Odontoplia Fairmaire, 1897
- Odontopsammodius Gordon & Pittino, 1992
- Odontorrhina Burmeister, 1842
- Odontotonyx MacLeay, 1871
- Odontoxyomus Král, Rakovič & Mencl, 2015
- Odontria White, 1846
- Oedanomerus Waterhouse, 1875
- Oedichira Burmeister, 1855
- Oedipovalgus Kolbe, 1897
- Oligophylla Kraatz, 1894
- Omaloplia Schönherr, 1817
- Omocnemus Schein, 1958
- Omocrates Burmeister, 1844
- Oncerus LeConte, 1856
- Oncochirus Kolbe, 1891
- Oniticellus Dejean, 1821
- Onitis Fabricius, 1798
- Onochaeta Erichson, 1847
- Onoreidium Vaz-de-Mello, 2008
- Onorius Frolov & Vaz-de-Mello, 2015
- Ontherus Erichson, 1847
- Onthobium Reiche, 1860
- Onthophagus Latreille, 1802
- Onychionyx Arrow, 1914
- Onychoserica Moser, 1916
- Onychosophrops Frey, 1972
- Onychothecus Boucomont, 1912
- Oocamenta Péringuey, 1904
- Oogenius Solier, 1851
- Ophropyx Britton, 1987
- Oplognathus MacLeay, 1819
- Oplostomus MacLeay, 1838
- Opsitocus Britton, 1957
- Orammoecius Král, Rakovič & Mencl, 2016
- Oreoderus Burmeister, 1842
- Oreogenoplia Lacroix, 1998
- Oreotrogus Kolbe, 1897
- Oreovalgus Kolbe, 1904
- Orizabus Fairmaire, 1878
- Orocanthus Endrödi, 1983
- Oroclita Krikken, 1982
- Orodaliscoides Schmidt, 1914
- Orodaliscus Reitter, 1900
- Oromus Mulsant & Rey, 1869
- Orphnus MacLeay, 1819
- Orrodoretus Ohaus, 1912
- Orsilochus Burmeister, 1847
- Orthocavonus Carne, 1957
- Orthoserica Brenske, 1900
- Orubesa Reitter, 1895
- Oruscatus Bates, 1870
- Oryctes Hellwig, 1798
- † Oryctoantiquus Ratcliffe, Smith & Erwin, 2005
- Oryctoderinus Endrödi, 1978
- Oryctoderus Boisduval, 1835
- Oryctomorphus Guérin-Méneville, 1830
- Oryctophileurus Kolbe, 1910
- Oscarinus Gordon & Skelley, 2007
- Osmanius Branco & Baraud, 1988
- Osmoderma Le Peletier & Serville, 1828
- Otoclinius Brenske, 1896
- Otophorus Mulsant, 1842
- Ottokelleria D'Andretta & Martinez, 1957
- Outenikwanus Scholtz & Howden, 1987
- Outeniqua Péringuey, 1902
- Ovomanonychus Costa, Cherman & Iannuzzi, 2020
- Ovoserica Frey, 1968
- Oxyadoretus Arrow, 1917
- Oxyataenius Dellacasa & Stebnicka, 2001
- Oxychirus Quedenfeldt, 1888
- Oxycorythus Solsky, 1876
- Oxyligyrus Arrow, 1908
- Oxyomoides Dellacasa, Dellacasa & Gordon, 2016
- Oxyomus Dejean, 1833
- Oxypelta Pouillaude, 1920
- Oxyserica Brenske, 1899
- Oxysternon Castelnau, 1840
- Oxythyrea Mulsant, 1842
- Ozodius Skelley, 2007
- Pachacama Soula, 2006
- Pachnessa Brenske, 1894
- Pachnoda Burmeister, 1842
- Pachnodoides Alexis & Delpont, 2002
- Pachrodema Blanchard, 1851
- Pachycamenta Brenske, 1895
- Pachychilecamenta Brenske, 1903
- Pachycnema Le Peletier & Serville, 1828
- Pachycolus Erichson, 1847
- Pachydema Laporte, 1832
- Pachydemocera Reitter, 1902
- Pachyderoserica Moser, 1920
- Pachygastra Germar, 1848
- Pachylomera Griffith & Pidgeon, 1831
- Pachyoryctes Arrow, 1908
- Pachypoides Fairmaire, 1884
- Pachypus Dejean, 1821
- Pachyrhinadoretus Ohaus, 1912
- Pachyserica Brenske, 1897
- Pachysoma MacLeay, 1821
- Pachystethus Blanchard, 1851
- Pachytephraea De Palma & Malec, 2020
- Pachytricha Hope, 1841
- Pacuvia Curtis, 1845
- Palacephala Lacroix, 1999
- Palaeophileurus Kolbe, 1910
- Paleira Reiche, 1871
- Paleopragma Thomson, 1880
- † Paleotrichius Poinar, 2011
- Palnia Stebnicka, 1985
- Panelus Lewis, 1895
- Panglaphyra Kraatz, 1880
- Panotrogus Reitter, 1902
- Pantodinus Burmeister, 1847
- Pantolia Burmeister, 1842
- Papuana Arrow, 1911
- Parabodilus Hollande & Thérond, 1998
- Parabyrsopolis Ohaus, 1915
- Paracamenta Péringuey, 1904
- Paracanthon Balthasar, 1938
- Paraceratochelus Dombrow, 2002
- Parachilia Burmeister, 1842
- Parachlorota Soula, 2002
- Parachorius Harold, 1873
- Parachrysina Bates, 1888
- Paraclitopa Waterhouse, 1875
- Paracoptochirus Balthasar, 1963
- Paracorythoderus Wasmann, 1918
- Paracotalpa Ohaus, 1915
- Paracrossidius Balthasar, 1932
- Paracryptocanthon Howden & Cook, 2002
- Paracyclidius Howden, 1971
- Paradeloparius Landin, 1959
- Paradidactylia Balthasar, 1937
- Paradoaphius Bordat, 2022
- Paradorodocia Machatschke, 1957
- Paradorysthetus Soula, 1998
- Paraegidium Vulcano, Pereira & Martinez, 1966
- Paragnorimus Becker, 1910
- Paragymnopleurus Shipp, 1897
- Paraheteronyx Moser, 1924
- Paraheterosternus Morón, 1983
- Paraholotrichia Lacroix & Coache, 2017
- Paraixodina Roggero, Barbero & Palestrini, 2015
- Paralleucosma Antoine, 1989
- Parallidiostoma Ocampo & Colby, 2009
- Paramacraspis Ohaus, 1915
- Paramaladera Nomura, 1974
- Paramicroplus Lacroix, 1998
- Parammoecius Seidlitz, 1888
- Paramorphochelus Lacroix, 1997
- Paranelaphinis Antoine, 1988
- Paranimbus Schmidt, 1914
- Paranodon Cockerell, 1905
- Paranomala Casey, 1915
- Parapetiia Martinez, 1961
- Paraphacosomoides Balthasar, 1969
- Paraphileurus Endrödi, 1978
- Paraphytus Harold, 1877
- Parapilinurgus Arrow, 1910
- Paraplectrone Mikšić, 1985
- Paraplesiataenius Chalumeau, 1992
- Parapoecilophila Hauser, 1904
- Paraprotaetia Moser, 1907
- Parapsammodius Verdu, Stebnicka & Galante, 2006
- Paraptenomela Soula, 2002
- Parapucaya Prell, 1934
- Pararhabdotis Kraatz, 1899
- Pararhopaea Blackburn, 1911
- Pararhynchocephala Paulian, 1991
- Pararhyssemus Balthasar, 1955
- Parascatonomus Paulian, 1932
- Paraschizognathus Ohaus, 1904
- Parasciton Britton, 1990
- Paraserica Reitter, 1896
- Parastasia Westwood, 1842
- Parastraella Antoine, 2005
- Parasymmela Pacheco, Monné, Vaz-de-Mello & Ahrens, 2022
- Parataenius Balthasar, 1961
- Paratelaugis Ohaus, 1915
- Parateuchus Shipp, 1895
- Parathyridium Ohaus, 1915
- Paratrichaphodius Bordat, 2013
- Paratrichius Janson, 1881
- Paratriodonta Baraud, 1962
- Parautoserica Lacroix, Coache & Filippi, 2022
- Paraxeloma Holm, 1988
- Pardalosus Gordon & Skelley, 2007
- Parelaphinis Marais & Holm, 1989
- Parepixanthis Kraatz, 1893
- Pareriesthis Moser, 1918
- Pareteronychus Prell, 1934
- Pareuchilia Kraatz, 1880
- Parhomonyx Ohaus, 1915
- Parhoplognathus Ohaus, 1915
- Parisolea Bates, 1888
- Parisomorphus Schaufuss, 1890
- Paroniticellus Balthasar, 1963
- Paronthobium Paulian, 1984
- Paronyx Britton, 1990
- Paroplia Fairmaire, 1903
- Paroryctoderus Dechambre, 1994
- Parthenoserica Brenske, 1899
- Parvuhowdenius Deschodt & Scholtz, 2008
- Pasaphylla Péringuey, 1904
- Passaliolla Balthasar, 1945
- Patatra Soula, 2008
- Paulianellus Balthasar, 1938
- Paulosawaya Martinez & D'andretta, 1956
- Peckolus Scholtz & Howden, 1987
- Pectinichelus Ballion, 1871
- Pectinosoma Arrow, 1913
- Pedaria Laporte, 1832
- Pedaridium Harold, 1868
- Pedinorrhina Kraatz, 1880
- Pedinotrichia Matsumoto, 2016
- Pegylis Erichson, 1847
- Pelidnota MacLeay, 1819
- † Pelidnotites Cockerell, 1920
- Peltonotus Burmeister, 1847
- Penalus Paulian, 1985
- Pentacoryna Moser, 1926
- Pentanomala Ohaus, 1919
- Pentaphylla De Wailly, 1950
- Pentecamenta Brenske, 1896
- Pentelia Brenske, 1891
- Penthima Kraatz, 1892
- Pentodina Endrödi, 1968
- Pentodon Hope, 1837
- Pentodontoschema Péringuey, 1901
- Peotoxus Krikken, 1983
- Peperonota Westwood, 1847
- Pereiraidium Vaz-de-Mello, 2008
- Pericamenta Péringuey, 1904
- Periclitopa Brenske, 1896
- Pericoptus Burmeister, 1847
- Periphanesthes Kraatz, 1880
- Periproctoides Lacroix, 2006
- Periproctus Kolbe, 1910
- Periserica Brenske, 1898
- Perissosoma Waterhouse, 1875
- Peritrichia Burmeister, 1844
- Perrindema Lacroix, 1997
- Peruquime Mondaca & Valencia, 2016
- Petinopus Blackburn, 1898
- Petrovitzia Mikšić, 1965
- Petrovitzius Rakovič, 1979
- Phaeadoretus Reitter, 1903
- Phaeaphodius Reitter, 1892
- Phaedimus Waterhouse, 1841
- Phaedotrogus Paulian, 1985
- Phaenognatha Hope, 1841
- Phaenomeris Hope, 1833
- Phalacronothus Motschulsky, 1859
- Phalangogonia Burmeister, 1844
- Phalangonyx Reitter, 1889
- Phalangosoma Quedenfeldt, 1884
- Phalops Erichson, 1848
- Phanaeus MacLeay, 1819
- Phaneresthes Kraatz, 1894
- Pharaonus Blanchard, 1851
- Pharaphodius Reitter, 1892
- Phiara Brenske, 1897
- Philacelota Heller, 1900
- Phileucourtus Dechambre, 2008
- Phileurus Latreille, 1807
- Philgertia Zídek, 2021
- Philistina MacLeay, 1838
- Philochloenia Dejean, 1833
- Philoscaptus Brèthes, 1919
- Philoserica Brenske, 1897
- Phobetus LeConte, 1856
- Pholeoaphodius Bordat, 2009
- Pholidochris Kolbe, 1894
- Phonopleurus Moser, 1919
- Phonotaenia Kraatz, 1880
- Phorine Britton, 1987
- Photyna Brenske, 1897
- Phoxomela Schaum, 1844
- Phoxomeloides Schoch, 1898
- Phycochus Broun, 1886
- Phylliocephala Blackburn, 1890
- Phyllocamenta Moser, 1918
- Phyllochlaenia Blanchard, 1846
- Phyllococerus Waterhouse, 1876
- Phyllognathus Eschscholtz, 1830
- Phyllopertha Stephens, 1830
- Phyllophaga Harris, 1826
- Phylloserica Brenske, 1899
- Phyllotocidium Blackburn, 1898
- Phyllotocus Fischer Von Waldheim, 1823
- Phyllotrochalus Brenske, 1900
- Phytholaema Blanchard, 1851
- Pichica Soula, 2002
- Pileotrichius Bourgoin, 1921
- Pilinopyga Kraatz, 1888
- Pilinurgus Burmeister, 1842
- Pimelomera Moser, 1924
- Pimelopus Erichson, 1842
- Pinacopodius Branco, 1991
- Pinacotarsus Harold, 1875
- Piscoperus Ratcliffe & Giraldo, 2014
- Pittinius Rakovič & Král, 1997
- Placodidus Péringuey, 1900
- Plaesioserica Brenske, 1899
- Plagiogonus Mulsant, 1842
- Planolinellus Dellacasa & Dellacasa, 2005
- Planolinoides Dellacasa & Dellacasa, 2005
- Planolinus Mulsant & Rey, 1869
- Planophileurus Chapin, 1932
- Platychelus Burmeister, 1844
- Platycoelia Dejean, 1833
- Platyderides Schmidt, 1917
- Platygenia MacLeay, 1819
- Platygeniops Krikken, 1978
- Platynocephalus Westwood, 1854
- Platyonitis Janssens, 1942
- Platyphileurus Ohaus, 1910
- Platyrutela Bates, 1888
- Platysodes Westwood, 1874
- Platytomus Mulsant, 1842
- Plectris Le Peletier & Serville, 1828
- Plectrodes Horn, 1867
- Plectrone Wallace, 1867
- Pleistophylla Péringuey, 1904
- Pleophylla Erichson, 1847
- Plesiocamenta Lacroix & Montreuil, 2019
- Plesiopalacephala Lacroix, 2006
- Plesiorutela Jameson, 1997
- Plesiosternus Morón, 1983
- Pleuraphodius Schmidt, 1914
- Pleuronitis Lansberge, 1875
- Pleuronota Kraatz, 1892
- Pleurophorus Mulsant, 1842
- Plochilia Fairmaire, 1896
- Plochiliana Ruter, 1978
- Plotopuserica Brenske, 1899
- Plusioserica Brenske, 1899
- Podalgus Burmeister, 1847
- Podischnus Burmeister, 1847
- Podolasia Harold, 1869
- Podopholis Moser, 1915
- Podopogonus Moser, 1917
- Podostena Howden, 1997
- Podotenoides Paulian, 1942
- Podotenus Schmidt, 1914
- Podovalgus Arrow, 1910
- Poecilopharis Kraatz, 1880
- Pogoniotarsus Kraatz, 1880
- Pogonopus Arrow, 1910
- Pogonotarsus Burmeister, 1842
- Pollaplonyx Waterhouse, 1875
- Polyenaria De Wailly, 1950
- Polyphylla Harris, 1841
- Polyphyllum Blanchard, 1851
- Polyplastus Janson, 1888
- Polystalactica Kraatz, 1882
- Popillia Dejean, 1821
- Porphyronota Burmeister, 1842
- Prionoryctes Arrow, 1911
- Priscorrhina Krikken, 1984
- † Priscyparus Skelley, 2021
- Priska Jákl, 2018
- Pristerophora Harold, 1869
- Proagoderus Lansberge, 1883
- Proagopertha Reitter, 1903
- Proagosternus Blanchard, 1851
- Problerhinus Deyrolle, 1864
- Proborhinus Britton, 1988
- Prochelyna Erichson, 1847
- Proctophanes Harold, 1861
- Proculigyrus López-García & Deloya, 2022
- Prodontria Broun, 1904
- Prodoretus Brenske, 1893
- Promacropoides Sigwalt, 1987
- † Prophaenognatha Bai, Ren & Yang, 2011
- Propomacrus Newman, 1836
- Prosphileurus Kolbe, 1905
- Protaetia Burmeister, 1842
- Protaetiomorpha Mikšić, 1968
- Protelura Britton, 1987
- Proteroschiza Brenske, 1896
- Protochilus Krikken, 1976
- Protoclita Krikken, 1978
- Protoclitopa Decelle, 1979
- † Protopalnia Nikolajev, 2007
- † Prototrox Nikolajev, 2000
- † Psammaegialia Nikolajev, Wang & Zhang, 2014
- Psammodaphodius Endrödi, 1976
- Psammodius Fallen, 1807
- Psammoporus Thomson, 1859
- Psammorpha Stebnicka, 1994
- Psednoserica Brenske, 1899
- Pseudachloa Péringuey, 1904
- Pseudacrossus Reitter, 1892
- Pseudadoretus Semenov, 1890
- Pseudagenius Heller, 1923
- Pseudagolius Schmidt, 1914
- Pseudalleucosma Antoine, 1989
- Pseudastoxenus Bourgoin, 1921
- Pseudataenius Brown, 1927
- Pseudenaria Fairmaire, 1901
- Pseudencya Lacroix, 1991
- Pseudepixanthis Kraatz, 1880
- Pseuderytus Hollande & Thérond, 1998
- Pseudesymus Orbigny, 1896
- Pseudheterochelus Schein, 1959
- Pseudholophylla Blackburn, 1911
- Pseudignambia Paulian, 1984
- Pseudinca Kraatz, 1880
- Pseudisonychus Frey, 1971
- Pseudoagoliinus Bordat, 1994
- Pseudoahermodontus Dellacasa & Dellacasa, 1997
- Pseudoanticheiroides Soula, 1998
- Pseudoblackburneus Bordat, 2016
- Pseudoblitopertha Keith, 2000
- Pseudocanthon Bates, 1887
- Pseudocavonus Blackburn, 1890
- Pseudochalcothea Ritsema, 1882
- Pseudochalcotheomima Mikšić, 1985
- Pseudochironitis Ferreira, 1977
- Pseudochlorota Ohaus, 1905
- Pseudoclinteria Kraatz, 1882
- Pseudoclithria Neervoort Van De Poll, 1886
- Pseudocoelotrachelus Dellacasa, Dellacasa & Gordon, 2013
- Pseudocongella Moser, 1924
- Pseudocopris Ferreira, 1960
- Pseudocotalpa Hardy, 1971
- Pseudocyrtolophus Frolov & Montreuil, 2019
- Pseudodiceros Mikšić, 1974
- Pseudodicrania Gutiérrez, 1950
- Pseudodiplotaxis Nonfried, 1894
- Pseudodorysthetus Soula, 1998
- Pseudodrepanocanthus (Bordat, 1993)
- Pseudogeniates Ohaus, 1910
- Pseudogonaphodiellus Dellacasa, Gordon & Dellacasa, 2007
- Pseudoheptaulacus Dellacasa & Dellacasa, 2000
- Pseudoheteronyx Blackburn, 1892
- Pseudohomonyx Arrow, 1908
- Pseudohypaspidius Soula, 1998
- Pseudoliogenys Moser, 1919
- Pseudomacraspis Ohaus, 1903
- Pseudomaladera Nomura, 1974
- Pseudomesystoechus Ohaus, 1912
- Pseudomicroplus Lacroix, 1998
- Pseudomothon Pittino, 1984
- Pseudomyrhessus Minkina, 2023
- Pseudonthobium Paulian, 1984
- Pseudooxythyrea Baraud, 1985
- Pseudopachydema Balthasar, 1930
- Pseudopanotrogus Petrovitz, 1969
- Pseudoparoplia Lacroix, 1997
- Pseudopectinosoma Katovich, 2011
- Pseudopedaria Felsche, 1904
- Pseudoperiproctus Keith & Reichenbach, 2018
- Pseudopharaphodius Bordat, 1990
- Pseudopholis Duvivier, 1892
- Pseudopilinurgus Moser, 1918
- Pseudopodotenus Dellacasa, 1990
- Pseudoptenomela Soula, 2002
- Pseudorphnus Benderitter, 1913
- Pseudoryctes Sharp, 1873
- Pseudosaproecius Balthasar, 1941
- Pseudoscaptobius Krikken, 1976
- Pseudoschizognathus Ohaus, 1904
- Pseudoschizonycha Keith, 2006
- Pseudoserica Guérin-Méneville, 1830
- Pseudosericania Kobayashi, 1980
- Pseudostegopterus Ricchiardi, 2015
- Pseudostereomera Bordat & Howden, 1995
- Pseudosymmachia Dalle Torre, 1912
- Pseudosyrichthus Péringuey, 1901
- Pseudotephraea Kraatz, 1882
- Pseudotetraclipeoides Dellacasa, Dellacasa & Gordon, 2015
- Pseudoteuchestes Dellacasa, 1986
- Pseudothyridium Soula, 2002
- Pseudotocama Keith, 2008
- Pseudotorynorrhina Mikšić, 1967
- Pseudotrematodes Jacquelin Du Val, 1859
- Pseudotrigonocnemis Keith, 2007
- Pseudotrochalus Quedenfeldt, 1884
- Pseudouteniqua Schein, 1959
- Pseudoxyomus Petrovitz, 1962
- Pseustophylla Péringuey, 1904
- Psilocnemis Burmeister, 1842
- Psilodontria Broun, 1895
- Psilonychus Burmeister, 1855
- Psilopholis Brenske, 1892
- Ptenomela Bates, 1888
- Pterobius Murayama, 2010
- Ptychodesthes Kraatz, 1883
- Ptyophis Redtenbacher, 1868
- Pubinus Mulsant & Rey, 1869
- Pucaya Ohaus, 1910
- Puelchesia Ocampo & Smith, 2006
- Pukupuku Muramoto, 2006
- Pusiodactylus Smith, 2008
- Pycnopanelus Arrow, 1931
- Pycnoschema Thomson, 1859
- Pygora Burmeister, 1842
- Pygovalgus Kolbe, 1884
- Pyronota Boisduval, 1835
- Pyrrhopoda Kraatz, 1880
- Qingaphodius Král, 1997
- Rabula Péringuey, 1902
- Raceloma Thomson, 1877
- Rakovicius Pittino, 2006
- Ramilia Kolbe, 1894
- Ravautiana Lacroix, 1991
- Raysymmela Saylor, 1947
- Rectoscutaria Schein, 1958
- Redotus Fairmaire, 1860
- Reineria Mikšić, 1968
- Renaudiana Lacroix, 1993
- Renaudius Balthasar, 1951
- Renorphnus Frolov & Montreuil, 2009
- Repsimus MacLeay, 1819
- Rhabdopholis Burmeister, 1855
- Rhabdotis Burmeister, 1842
- Rhabdotops Krikken, 1981
- Rhachistoplia Lacroix, 1997
- Rhadinolontha Arrow, 1930
- Rhadinotaenia Kraatz, 1900
- Rhagopteryx Burmeister, 1842
- Rhamphadoretus Ohaus, 1912
- Rhamphorrhina Klug, 1855
- Rhinarion Ruter, 1965
- Rhinaspis Perty, 1833
- Rhinocerotopsis Maruyama, 2009
- Rhinocoeta Burmeister, 1842
- Rhinyptia Burmeister, 1844
- Rhizogeniates Ohaus, 1909
- Rhizoplatodes Péringuey, 1901
- Rhizoplatys Westwood, 1841
- Rhizoproctus Kolbe, 1894
- Rhizotrogus Latreille, 1825
- Rhodaphodius Adam, 1994
- Rhomborhina Hope, 1837
- Rhopaea Erichson, 1847
- Rhynchadoretus Ohaus, 1913
- Rhynchapogonia Lacroix, 2008
- Rhynchocephala Fairmaire, 1883
- Rhynchoserica Burgeon, 1942
- Rhyparus Agassiz, 1846
- Rhysothorax Bedel, 1911
- Rhyssemodes Reitter, 1892
- Rhyssemorphus Clouët, 1900
- Rhyssemus Mulsant, 1842
- Rhyxicephalus Moser, 1921
- Rhyxiderma Moser, 1924
- Rhyxiphloea Burmeister, 1842
- Rigoutorum Hutchinson & Moeseneder, 2022
- Rimuloplia Lacroix, 1997
- Robinsonelliana Lacroix, 1996
- Rubilepis De Wailly, 1950
- Rufotrichia Matsumoto, 2016
- Rugaphodius Gordon & Skelley, 2007
- Rugopertha Machatschke, 1957
- Rutela Latreille, 1802
- Rutelarcha Waterhouse, 1874
- Rutelisca Bates, 1888
- Ruteloryctes Arrow, 1908
- Ruteraetia Krikken, 1980
- Sabatinellius Montreuil & Lacroix, 2020
- Sabatinelloplia Lacroix, 1998
- Saccharoscaptus Morón & Grossi, 2015
- Sahlbergianus Dellacasa & Dellacasa, 2000
- Saphobiamorpha Brookes, 1944
- Saphobius Sharp, 1873
- Saprolochus Stebnicka & Galante, 2007
- Saprositellus Balthasar, 1967
- Saprosites Redtenbacher, 1857
- Saprovisca Stebnicka, 1993
- Saprus Blackburn, 1904
- Sariangus Rakovič & Mencl, 2011
- Sarophorus Erichson, 1847
- Sarothromerus Blackburn, 1907
- Saulostomus Waterhouse, 1878
- Sauvagesinella Paulian, 1934
- Sayloria Frey, 1975
- Scabrostomus Gordon & Skelley, 2007
- Scapanes Burmeister, 1847
- Scapanoclypeus Evans, 1987
- Scaphorhina Quedenfeldt, 1884
- Scaphorhinadoretus Ohaus, 1912
- Scaptobius Schaum, 1841
- Scaptocnemis Péringuey, 1901
- Scarabaeolus Balthasar, 1965
- Scarabaeus Linnaeus, 1758
- Scatimus Erichson, 1847
- Scatonomus Erichson, 1835
- Scatrichus Génier & Kohlmann, 2003
- Sceliages Westwood, 1837
- Scelidothrix Dombrow, 2001
- Scelophysa Burmeister, 1844
- Schaefferellus Gordon & Skelley, 2007
- Scheinia Ruter, 1957
- Schismatocera Gautier Des Cottes, 1872
- Schizadoretus Arrow, 1917
- Schizochelus Blanchard, 1850
- Schizognathus Fischer Von Waldheim, 1823
- Schizonycha Dejean, 1833
- Schizorhina Kirby, 1825
- Schochidia Berg, 1898
- Scitala Erichson, 1842
- Scitaloides Britton, 1990
- Sciton Blackburn, 1892
- Scybalocanthon Martinez, 1948
- Scybalophagus Martinez, 1953
- Scythrodes Broun, 1886
- Scythropesthes Kraatz, 1880
- Sebakwe Péringuey, 1904
- Sebaris Castelnau, 1840
- Selaserica Brenske, 1897
- Selomothus Fairmaire, 1891
- Selviria Stebnicka, 1999
- Semanopterus Hope, 1847
- Semienaria De Wailly, 1950
- Serica MacLeay, 1819
- Sericania Motschulsky, 1860
- Sericesthis Boisduval, 1835
- Sericoides Guérin-Méneville, 1839
- Sericospilus Sharp, 1882
- Serraphodius Kabakov, 1996
- Setiserica Miyake, 2002
- Setodius Gordon & Skelley, 2007
- Setylaides Stebnicka, 1994
- Siamaphodius Masumoto, 1991
- Siamophylla Keith, 2005
- Sicardia Reitter, 1896
- Sigorus Mulsant & Rey, 1869
- Silluvia Landin, 1949
- Silvaphilus Roets & Oberlander, 2010
- Silvinha Vaz-de-Mello, 2008
- Simogonius Harold, 1871
- Simorrhina Kraatz, 1886
- Sinaphodius Červenka, 1994
- Sinapisoma Boucomont, 1928
- Singhala Blanchard, 1851
- Sinodiapterna Dellacasa, 1986
- Sinodrepanus Simonis, 1985
- Siralus Dechambre, 1998
- Sisyphus Latreille, 1807
- Sitiphus Fairmaire, 1894
- Skelleyanus Dellacasa, Dellacasa, Gordon & Stebnicka, 2011
- Smicorhina Westwood, 1847
- Socotraproctus Král, Sehnal & Bezděk, 2012
- Somalibia Lansberge, 1882
- Somatoserica Brenske, 1899
- Sophrops Fairmaire, 1887
- Sorocha Soula, 2006
- Spaniolepis Kolbe, 1894
- Sparrmannia Castelnau, 1840
- Spathoschiza Arrow, 1902
- Spelaiorrhina Lansberge, 1886
- Sphaeraphodius Kakizoe, Jiang & Wang, 2021
- Sphaerorutela Jameson, 1997
- Sphaeroscelis Burmeister, 1855
- Sphaerotrochalus Brenske, 1900
- Sphecoserica Brenske, 1899
- Sphinctovalgus Kolbe, 1904
- Sphodroxia Kraatz, 1890
- Sphyrocallus Sharp, 1877
- Spilophorus Westwood, 1848
- Spilopopillia Kraatz, 1892
- Spinanomala Ohaus, 1910
- Spinochlamys Machatschke, 1970
- Spodistes Burmeister, 1847
- Spodochlamys Burmeister, 1855
- Stalagmosoma Burmeister, 1842
- Stebnickiella Skelley, 2007
- Stegopterus Burmeister & Schaum, 1840
- Stenochelyne Britton, 1990
- Stenocrates Burmeister, 1847
- Stenonota Fairmaire, 1889
- Stenopegylis Arrow, 1943
- Stenopisthes Moser, 1913
- Stenoserica Brenske, 1900
- Stenosophrops Nomura, 1977
- Stenosternus Karsch, 1881
- Stenotarsia Burmeister, 1842
- Stenotothorax Schmidt, 1914
- Stephanopholis Brenske, 1896
- Stephanorrhina Burmeister, 1842
- Stereomera Arrow, 1905
- Stethaspis Hope, 1837
- Stethodesma Bainbridge, 1840
- Stethopseudinca Valck Lucassen, 1933
- Stigmatoplia Dombrow, 2001
- Stilbotrochalus Kolbe, 1914
- Stiptocnemis Branco, 1989
- Stiptopodius Harold, 1871
- Stiptotarsus Branco, 1989
- Stomanomala Kolbe, 1897
- Storeyus Hasenpusch & Moeseneder, 2010
- Straliga Fairmaire, 1901
- Strategus Hope, 1837
- Streblopus Lansberge, 1874
- Strigoderma Burmeister, 1844
- Strigodius Gordon & Skelley, 2007
- Stripsipher Gory & Percheron, 1833
- Strumadoretus Ohaus, 1912
- Subrinus Mulsant & Rey, 1869
- Sugrames Reitter, 1894
- Sukelus Branco, 1992
- Sulcophanaeus Olsoufieff, 1924
- Suntemnonycha Péringuey, 1904
- Supertermitoderus Mencl, 2011
- Surutu Martinez, 1955
- Sussorca Paulian, 1954
- Sybacodes Fairmaire, 1896
- Sybax Boheman, 1857
- Sylvicanthon Halffter & Martinez, 1977
- Symmela Erichson, 1835
- Symphodon Schmidt, 1914
- Synacta Fairmaire, 1899
- Synapsis Bates, 1868
- Synchilus Britton, 1956
- Synclitopa Kolbe, 1897
- Synenaria Lacroix, 1993
- Syngeneschiza Brenske, 1898
- Synistovalgus Kolbe, 1897
- Syrichthodontus Péringuey, 1901
- Syrichthomorphus Péringuey, 1901
- Syrichthoschema Janssens, 1942
- Systellopus Sharp, 1877
- Systellorrhina Kraatz, 1895
- Taeniodera Burmeister, 1842
- Tafaia Valck Lucassens, 1939
- Taiwanotrichia Kobayashi, 1990
- Talautoclyster Yamaya, 2001
- Tamnoserica Brenske, 1899
- Tanyana Stebnicka, 2006
- Tanyproctoides Petrovitz, 1971
- Tanyproctus Ménétriés, 1832
- Tanzanilepis Lacroix, 2008
- Tanzanipholis Lacroix, 2002
- Tanzanolus Scholtz & Howden, 1987
- Taphrocephala Quedenfeldt, 1888
- Tapinoschema Thomson, 1880
- Tarsocamenta Moser, 1924
- Tarsovalgus Miyake, 1993
- Taurhina Burmeister, 1842
- Tehuacania Endrödi, 1975
- Teinogenys Sharp, 1873
- Telaugis Burmeister, 1844
- Telochilus Krikken, 1975
- Telura Erichson, 1842
- Teluroides Britton, 1990
- Temnoplectron Westwood, 1841
- Temnorhynchus Hope, 1837
- Tephraea Burmeister, 1842
- Tephraeoserica Brenske, 1900
- Teraserica Brenske, 1897
- Terebrogaster Lacroix, 1989
- Termitaxis Krikken, 1970
- Termitoderus Mateu, 1966
- Termitodiellus Nakane, 1961
- Termitodius Wasmann, 1894
- Termitophilus Britton, 1957
- Termitopisthes Wasmann, 1918
- Termitotrox Reichensperger, 1915
- Territonia Krikken, 2018
- Tesarius Rakovič, 1981
- Tesserodon Hope, 1837
- Tesserodoniella Vaz-de-Mello & Halffter, 2006
- Testaceitrichia Matsumoto, 2021
- Tetraclipeoides Schmidt, 1914
- Tetraechma Blanchard, 1845
- Tetragonorrhina Kraatz, 1896
- Tetragus Duarte & Grossi, 2022
- Tetraodorhina Blanchard, 1842
- Tetraserica Ahrens, 2004
- Teuchestes Mulsant, 1842
- Thabina Péringuey, 1902
- Theodosia Thomson, 1880
- Theotimius Huchet, 2000
- Theuremaripa Soula, 2006
- Thinorycter Semenov & Reichardt, 1925
- Thoracoplia Prokofiev, 2015
- Thoracotrichia Decelle, 1968
- Thronistes Burmeister, 1847
- Thrymoserica Brenske, 1897
- Thyce LeConte, 1856
- Thyregis Blackburn, 1904
- Thyreogonia Reitter, 1898
- Thyridium Burmeister, 1844
- Thyriochlorota Ohaus, 1915
- Tiamidema Prokofiev, 2014
- Tiarocera Burmeister, 1842
- Tiaronthophagus Roggero, Moretto, Barbero & Palestrini, 2019
- Tibiodrepanus Krikken, 2009
- Tibiotrichius Miyake, 1994
- Tibiovalgus Krikken, 1978
- Tiniocellus Péringuey, 1901
- Tipicha Soula, 2002
- Tlaocera Péringuey, 1904
- Tmesorrhina Westwood, 1841
- Tocama Reitter, 1902
- Tomarus Erichson, 1847
- Tomogonus Orbigny, 1904
- Tonkinilla Prokofiev, 2021
- Torynorrhina Arrow, 1907
- Tosevskiana Pavicevic, 1985
- Toxocnemis Dombrow, 2002
- Toxospathius Fairmaire, 1878
- Trachyserica Brenske, 1899
- Tragiscus Klug, 1855
- Trematodes Faldermann, 1835
- Triacmoserica Kolbe, 1914
- Tribialus Dupuis & Perrin, 2022
- Tribopertha Reitter, 1903
- Trichanomala Arrow, 1917
- Trichaphodiellus Schmidt, 1914
- Trichaphodioides Paulian, 1942
- Trichaphodius Schmidt, 1914
- Trichaulax Kraatz, 1880
- Trichesthes Erichson, 1847
- Trichillidium Vaz-de-Mello, 2008
- Trichillum Harold, 1868
- Trichinopus Waterhouse, 1875
- Trichioaparammoecius Minkina, 2018
- Trichiodera Burmeister, 1855
- Trichiopsammobius Petrovitz, 1963
- Trichiorhyssemus Clouët, 1901
- Trichiotinus Casey, 1915
- Trichius Fabricius, 1775
- Trichocephala Moser, 1916
- Trichogomphus Burmeister, 1847
- Tricholepis Blanchard, 1851
- Tricholontha Nomura, 1952
- Trichomaladera Nomura, 1974
- Trichoneptunides Legrand, 2001
- Trichonotuloides Balthasar, 1945
- Trichonotulus Bedel, 1911
- Trichoparadidactylia Bordat, 2022
- Trichoplus Burmeister, 1842
- Trichopopillia Ohaus, 1897
- Trichoschiza Moser, 1917
- Trichostetha Burmeister, 1842
- Trigonochilus Brenske, 1896
- Trigonocnemis Kraatz, 1894
- Trigonopeltastes Burmeister & Schaum, 1840
- Trigonophorinus Pouillaude, 1913
- Trigonophorus Hope, 1831
- Trigonoscelus (Petrovitz, 1963)
- Trigonostomus Brenske, 1893
- Trinoxia Brenske, 1894
- Triodontella Reitter, 1919
- Triodontonyx Moser, 1921
- Triodontus Westwood, 1845
- Triodonyx Saylor, 1942
- Trioplognathus Ohaus, 1904
- Trioplus Burmeister, 1847
- Trioserica Moser, 1922
- Triplognatha Krikken, 1987
- Trissodon Burmeister, 1847
- Tristaphodius Balthasar, 1932
- Trizogeniates Ohaus, 1917
- Trochaloschema Reitter, 1896
- Trochaloserica Brenske, 1900
- Trochalus Laporte, 1832
- Trogodes Boheman, 1857
- Tropidonitis Janssens, 1937
- Tropinota Mulsant, 1842
- Tropiorhynchus Blanchard, 1851
- Trymodera Gerstaecker, 1867
- Trypoxylus Minck, 1920
- Tsaratanoplia Lacroix, 1997
- Tulbaghia Péringuey, 1904
- Turanella Semenov, 1905
- Uenoeus Ochi & Kon, 2017
- Ulata Saylor, 1945
- Uloptera Burmeister, 1842
- Unidentis Josso & Prévost, 2008
- Upsa Deschodt, Sole & Scholtz, 2020
- Uroxys Westwood, 1842
- Vadonaria De Wailly, 1950
- Vadonidella Ruter, 1973
- Valgoides Fairmaire, 1899
- Valgus Scriba, 1790
- Vansoniola Schein, 1958
- Varencya Lacroix, 1993
- Vayana Ohaus, 1915
- Versicorpus Deschodt, Davis & Scholtz, 2011
- Vezoanus Lacroix, 1993
- Vieuella Ruter, 1964
- Viridimicus Jameson, 1990
- Vladimirellus Dellacasa, Dellacasa & Bordat, 2002
- Volinus Mulsant & Rey, 1869
- Wadaia Itoh, 1993
- Walsternoplus Allsopp, Jákl & Rey, 2023
- Walterantus Cambefort, 1977
- Wambo Allsopp, 1988
- Warwickia Smith & Evans, 2005
- Watkinsia Britton, 1995
- Webbella Britton, 1988
- Wernoryctes Dechambre, 1999
- Xanthotrogus Reitter, 1902
- Xeloma Kraatz, 1881
- Xenaclopus Arrow, 1915
- Xenocanthon Martinez, 1952
- Xenoceraspis Arrow, 1920
- Xenochlorota Soula, 2002
- Xenodorus Brême, 1844
- Xenogeniates Villatoro & Jameson, 2001
- Xenoheptaulacus Hinton, 1934
- Xenoloba Bates, 1889
- Xenopelidnota Bates, 1904
- Xenoproctis Kolbe, 1896
- Xenoreoderus Arrow, 1910
- Xenoserica Ahrens, 2005
- Xenotrochalus Moser, 1917
- Xenotrogus Britton, 1978
- Xeropsamobeus Saylor, 1937
- Xinidium Harold, 1869
- Xiphoscelis Burmeister, 1842
- Xiphosceloides Holm, 1992
- Xylonichus Boisduval, 1835
- Xyloryctes Hope, 1837
- Xyloscaptes Prell, 1934
- Xylotrupes Hope, 1837
- Xyridea Britton, 1990
- Xyrine Britton, 1987
- Xyroa Britton, 1987
- Xyrodes Britton, 1987
- Yaaxkumukia Morón & Nogueira, 1998
- Yanovalgus Nomura, 1952
- † Yixianscarabaeus Nikolajev, 2015
- Youngaphodius Bordat, 1988
- Yvescambefortius Ochi & Kon, 1996
- Zaburina Saylor, 1945
- Zagurya Fuhrmann, 2021
- Zebinus Fairmaire, 1894
- Zietzia Blackburn, 1894
- Zimbabuephylla Lacroix, 1997
- Zomba Lacroix, 2006
- Zonocopris Arrow, 1932

## Les scarabées dans la culture

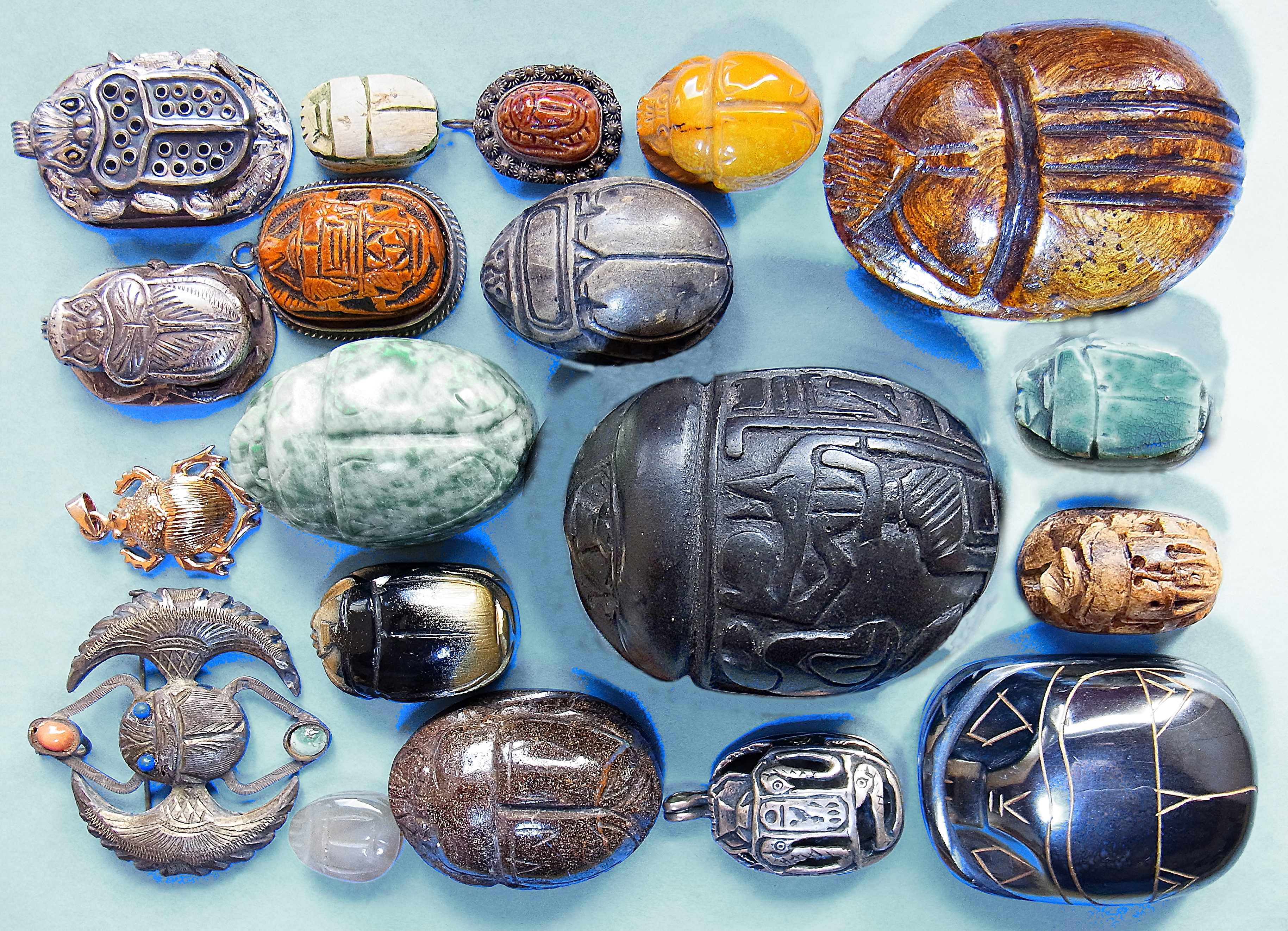
Collection d'amulettes en forme de scarabées.

Le Scarabée sacré (Scarabaeus sacer) est un animal vénéré dans l'Égypte antique. Symbole du soleil et de Rê, il était l'un des douze animaux sacrés associé aux douze heures du jour et de la nuit[réf. nécessaire].
Le Scarabée rhinocéros siamois ou scarabée de combat (Xylotrupes gideon) est capturé dans la nature puis dressé pour des duels qui font l'objet de paris dans le nord de la Thaïlande. Ces duels de scarabées sont couramment organisés. Ces combats d’insectes du type xylotrupes appelés Kwang localement sont à bien des égards surprenants, notamment du fait qu’il est sans doute plus difficile d’attribuer à un scarabée qu’à un autre animal des caractéristiques anthropomorphiques et qu'il est plus compliqué encore de deviner ce qu’il perçoit. Le duel de scarabées met à l’épreuve une forme de zoomanité trouble fondée sur une forme d’attachement inédite entre l’homme et l’animal,.